# Liste der Stolpersteine in Frankfurt-Westend
Die Liste der Stolpersteine in Frankfurt am Main führt die vom Künstler Gunter Demnig verlegten Stolpersteine in Frankfurt am Main auf. Die Initiative Stolpersteine in Frankfurt am Main e. V. hat seit November 2003 die Verlegung von ca. 2000 Stolpersteinen, mindestens fünf Kopfsteinen und mindestens vier Stolperschwellen veranlasst. Die Initiative wird von der Stadt Frankfurt sowie von zahlreichen Institutionen, darunter das Jüdische Museum und das Institut für Stadtgeschichte unterstützt.
Die Steine erinnern an Menschen, die während der Zeit des Nationalsozialismus verfolgt, verhaftet, gequält, entrechtet, zur Flucht oder zum Suizid getrieben oder ermordet wurden. An ihrem letzten frei gewählten Wohnort in Frankfurt erinnern die Steine an alle Opfer des Nationalsozialismus: an Juden, Sinti und Roma, politisch Verfolgte, Zeugen Jehovas, Homosexuelle und Zwangsarbeiter, an als „asozial“ gebrandmarkte Menschen und an die Opfer der sogenannten „Euthanasie“-Morde an Kranken und Behinderten.
Im Oktober 2018 verlegte Gunter Demnig in Frankfurt den europaweit siebzigtausendsten Stein.
Die Stadtteile sind nach der Liste der Stadtteile von Frankfurt am Main angelegt. In den nicht gelisteten Stadtteilen liegen bislang keine Stolpersteine.
Über die hinter den Namen der Opfer liegenden Links lässt sich die zugehörige Biographie auf der Homepage der Stadt Frankfurt aufrufen.

## Liste
| Adresse                                            | Name | Verfolgungsschicksal | Verlegedatum      | Bild                                                                             | Anmerkung |
| -------------------------------------------------- | --- | --- | ----------------- | -------------------------------------------------------------------------------- | --- |
| Kronberger Straße 7 ·                              | Alfred Falkenstein | Alfred Falkenstein geb. 9.12.1896 Deportation: 22.11.1941 Kaunas Tod: 25.11.1941 Kaunas Fort IX | 02. Juli 2025     |                                                                                  | |
| Kronberger Straße 7 ·                              | Alice Falkenstein | Alice Falkenstein, geb. Heppenheimer geb. 4.7.1896 Deportation: 22.11.1941 Kaunas Tod: 25.11.1941 Kaunas Fort IX | 02. Juli 2025     |                                                                                  | |
| Bockenheimer Landstraße 124 ·                      | Dr. David Rothschild | Dr. David Rothschild geb. 30.3.1875 Tod: 7.8.1936 | 02. Juli 2025     |                                                                                  | |
| Bockenheimer Landstraße 124 ·                      | Stephanie Rothschild | Stephanie Rothschild, geb. Abeles geb. 24.10.1889 Flucht: 18.6.1938 Schweden | 02. Juli 2025     |                                                                                  | |
| Bockenheimer Landstraße 124 ·                      | Liselot Rothschild | Liselot Rothschild ge. 11.2.1913 Flucht: 1935 Schweden | 02. Juli 2025     |                                                                                  | |
| Bockenheimer Landstraße 124 ·                      | Max Wilhelm Rothschild | Max Wilhelm Rothschild geb. 14.3.1915 Flucht: Dezember 1934 England | 02. Juli 2025     |                                                                                  | |
| Bockenheimer Landstraße 124 ·                      | Hans Heinrich Rothschild | Hans Heinrich Rothschild geb. 15.9.1918 Flucht: Juni 1937 Schweden | 02. Juli 2025     |                                                                                  | |
| Bockenheimer Landstraße 114 ·                      | Dr. Kurt Erwin Stavenhagen | Dr. Kurt Erwin Stavenhagen geb. 28.11.1899 Flucht: 1936 Italien, Holland, 1940 Mexiko | 02. Juli 2025     |                                                                                  | |
| Bockenheimer Landstraße 114 ·                      | Lore Stavenhagen | Lore Stavenhagen, geb. Grünbaum geb. 13.8.1905 Flucht: 1936 Italien, Holland, 1940 Mexiko | 02. Juli 2025     |                                                                                  | |
| Bockenheimer Landstraße 114 ·                      | Ruth Stavenhagen | Ruth Stavenhagen geb. 17.6.1928 Flucht: 1936 Italien, Holland, 1940 Mexiko | 02. Juli 2025     |                                                                                  | |
| Bockenheimer Landstraße 114 ·                      | Rolf Emil Stavenhagen | Rolf Emil Stavenhagen geb. 29.8.1932 Flucht: 1936 Italien, Holland, 1940 Mexiko | 02. Juli 2025     |                                                                                  | |
| Schumannstraße 10 ·                                | Henry Rothschild | Henry Rothschild geb. 14.7.1870 tod: 4.7.1936 | 02. Juli 2025     |                                                                                  | |
| Schumannstraße 10 ·                                | Bertha Rothschild | Bertha Rothschild, geb. Merzbach geb. 8.7.1877 Flucht: 1939 England | 02. Juli 2025     |                                                                                  | |
| Schumannstraße 10 ·                                | Stella Luise Rothschild | Stella Luise Rothschild geb. 21.9.1906 Flucht: 1933 England, Frankreich 1937 Holland Deportation: 1944 Westerbork KZ Bergen-Belsen, befreit | 02. Juli 2025     |                                                                                  | |
| Schumannstraße 10 ·                                | Hilde Rothschild | Hilde Rothschild geb. 16.5.1914 Flucht: 1933 England, Frankreich 1939 England | 02. Juli 2025     |                                                                                  | |
| Schumannstraße 10 ·                                | Friedel Rothschild | Friedel Rothschild geb. 15.8.1918 Flucht: 1933 England | 02. Juli 2025     |                                                                                  | |
| Schumannstraße 10 ·                                | Catherine Mentzel | Catherine Mentzel geb. 5.1.1937 (in Paris) Versteckt: 1944 Fronton, Frankreich | 02. Juli 2025     |                                                                                  | |
| Schumannstraße 10 ·                                | Henri Mentzel | Henri Mentzel geb. 31.5.1939 (in Paris) Versteckt: 1944 nahe Toulouse, Frankreich | 02. Juli 2025     |                                                                                  | |
| Fürstenbergerstraße 171 ·                          | Klara Blüthenthal | Klara Blüthenthal, geb. Seligmann geb. 24.6.1870 Flucht: Dezember 1938 England Februar 1939 USA | 01. Juli 2025     |                                                                                  | |
| Staufenstraße 33 ·                                 | Dr. Jakob Horovitz | Rabbiner Dr. Jakob Horovitz geb. 30.4.1873 Haft: September–Oktober 1938 Polizeigefängnis Frankfurt Flucht: Dezember 1938 Niederlande Todesdatum: 16.2.1939 Arnheim/Niederlande | 16. Mai 2025      |                                                                                  | |
| Staufenstraße 33 ·                                 | Josef Horovitz | Josef Horovitz geb. 13.1.1910 Flucht 1934 Palästina | 16. Mai 2025      |                                                                                  | |
| Staufenstraße 33 ·                                 | Ruth Horovitz | Ruth Horovitz geb. 13.1.1910 Flucht 1933 Schweiz, 1935 England | 16. Mai 2025      |                                                                                  | |
| Staufenstraße 33 ·                                 | Charlotte Horovitz, geb. Wiener | Charlotte Horovitz, geb. Wiener geb. 14.2.1881 Flucht Juli 1939 England, Herbst 1939 Palästina | 16. Mai 2025      |                                                                                  | |
| Staufenstraße 33 ·                                 | Max (Mordechai) Horovitz | Max (Mordechai) Horovitz geb.17.1.1914 Flucht 1937 Niederlande, 1939 Palästina | 16. Mai 2025      |                                                                                  | |
| Staufenstraße 33 ·                                 | Emmi Horovitz | Emmi Horovitz geb.23.6.1908 Flucht März 1939 Palästina | 16. Mai 2025      |                                                                                  | |
| Staufenstraße 33 ·                                 | Siegfried (Menachem) Horovitz | Siegfried (Menachem) Horovitz geb.17.10.1920 November 1938 England, März 1939 Palästina | 16. Mai 2025      |                                                                                  | |
| Reuterweg 18 · (ehemals Hausnummer 34) ·           | Dr. Menny Rapp | Menny Rapp geb. 21.8.1892 Flucht Mai 1938 USA | 15. Mai 2025      |                                                                                  | |
| Reuterweg 18 · (ehemals Hausnummer 34) ·           | Hanna Rapp | Hanna Rapp geb. Dezember 1927 Tod 24.10.1937 | 15. Mai 2025      |                                                                                  | |
| Reuterweg 18 · (ehemals Hausnummer 34) ·           | Helene Rapp, geb. Freimann | Helene Rapp, geb. Freimann geb. 21.1.1906 Flucht Mai 1938 USA | 15. Mai 2025      |                                                                                  | |
| Reuterweg 18 · (ehemals Hausnummer 34) ·           | Ernst Rapp | Ernst Rapp geb. 3.4.1929 Flucht Mai 1938 USA | 15. Mai 2025      |                                                                                  | |
| Reuterweg 18 · (ehemals Hausnummer 34) ·           | Ruth Rapp | Ruth Rapp geb. 27.7.1930 Flucht Mai 1938 USA | 15. Mai 2025      |                                                                                  | |
| Henry-Budge-Straße 68 · ehem. Langemarkstraße 68 · | Marie Nanny Hirschhorn | Robert Zunz geb. 23.10.1876 Flucht in den Tod 13.9.1942 | 30. Oktober 2024  |                                                                                  | |
| Kettenhofweg 70 (neu gebautes Haus) ·              | Hugo Bauer | Hans Bauer 29.5.1883 Flucht 17. / 18.9.1936 USA | 29. Okt. 2024     |                                                                                  | |
| Kettenhofweg 70 (neu gebautes Haus) ·              | Martha Bauer | Martha Bauer, geb. Bauer 14.9.1892 Flucht 19.3.1937 USA | 29. Okt. 2024     |                                                                                  | |
| Kettenhofweg 70 (neu gebautes Haus) ·              | Hildegard Bauer | Hildegard Bauer 17.4.1915 Flucht 1936 Palästina | 29. Okt. 2024     |                                                                                  | |
| Kettenhofweg 70 (neu gebautes Haus) ·              | Hans Bauer | Hans Bauer 29.9.1918 Flucht April 1939 USA | 29. Okt. 2024     |                                                                                  | |
| Kettenhofweg 70 (neu gebautes Haus) ·              | Doris Bauer | Doris Bauer Flucht 19.3.1937 USA | 29. Okt. 2024     |                                                                                  | |
| Grüneburgweg 12 ·                                  | Bella Hanau | Bella Hanau, Geb. Rosenstein 14.2.1875 Flucht 17. / 18.9.1938 Schweiz | 29. Okt. 2024     |                                                                                  | |
| Corneliusstraße 15 ·                               | Auguste Wohlfarth | Auguste Wohlfarth, geb. Strauss 15.2.1860 Flucht 1939 Palästina | 29. Okt. 2024     |                                                                                  | |
| Corneliusstraße 15 ·                               | Julius Wohlfarth | Julius Wohlfarth 10.1.1887 "Schutzhaft" 1938 KZ Buchenwald tod 19.11.1938 | 29. Okt. 2024     |                                                                                  | |
| Corneliusstraße 15 ·                               | Theodor Wohlfarth | Theodor Wohlfarth 14.11.1885 "Schutzhaft" 1938 KZ Buchenwald tod 1.12.1938 | 29. Okt. 2024     |                                                                                  | |
| Corneliusstraße 15 ·                               | Hugo Wohlfarth | Hugo Wohlfarth 16.3.1889 "Schutzhaft" 1938 KZ Buchenwald Flucht 1939 Palästina | 29. Okt. 2024     |                                                                                  | |
| Bettinastraße 47 ·                                 | Marcel Traugott | Marcel Traugott geb. 12.10.1882 Flucht 1934 Schweiz | 29. Okt. 2024     |                                                                                  | |
| Bettinastraße 47 ·                                 | Edith Traugott | Edith Traugott geb. Hanau geb. 22.3.1897 Flucht 1934 Schweiz | 29. Okt. 2024     |                                                                                  | |
| Bettinastraße 47 ·                                 | Walter Traugott | Walter Traugott geb. 22.5.1919 Flucht 1938 USA | 29. Okt. 2024     |                                                                                  | |
| Bettinastraße 47 ·                                 | Eva Traugott | Eva Traugott geb. 30.9.1920 Flucht 1933 Schweiz | 29. Okt. 2024     |                                                                                  | |
| Bettinastraße 47 ·                                 | Marianne Traugott | Marianne Traugott geb. 17.8.1925 Flucht 1933 Schweiz | 29. Okt. 2024     |                                                                                  | |
| Fürstenbergerstraße 177 ·                          | Meta Vorchheimer | Meta Vorchheimer geb. Blüthenthal geb. 1897 Flucht 1939 USA | 19. Juni 2024     |                                                                                  | |
| Fürstenbergerstraße 177 ·                          | Julius Vorchheimer | Julius Vorchheimer geb. 1887 "Schutzhaft" 1938 KZ Buchenwald Flucht 1939 USA | 19. Juni 2024     |                                                                                  | |
| Fürstenbergerstraße 177 ·                          | Ilse Vorchheimer | Ilse Vorchheimer geb. 1928 Flucht 1939 USA | 19. Juni 2024     |                                                                                  | |
| Fürstenbergerstraße 177 ·                          | Lotte Vorchheimer | Lotte Vorchheimer geb. 1923 Flucht 1939 USA | 19. Juni 2024     |                                                                                  | |
| Leerbachstraße 7 (27) ·                            | Hermann Gundersheimer | Dr. Hermann Gundersheimer geb. 1903 Flucht 1939 England 1940 USA | 19. Juni 2024     |                                                                                  | siehe auch Wiki-Artikel |
| Leerbachstraße 7 (27) ·                            | Frieda Gundersheimer | Frieda Gundersheimer, geb. Siegel geb. 1910 Flucht 1939 England 1940 USA | 19. Juni 2024     |                                                                                  | |
| Leerbachstraße 7 (27) ·                            | Werner Gundersheimer | Werner Gundersheimer geb. 1937 Flucht 1939 England 1940 USA | 19. Juni 2024     |                                                                                  | |
| Leerbachstraße 7 (27) ·                            | Tilly Edinger | Dr. Tilly Edinger geb. 1897 Flucht 1939 England 1940 USA | 19. Juni 2024     |                                                                                  | siehe auch Wiki-Artikel |
| Westendstraße 29 ·                                 | Max Stein | Max Stein geb. 1871 unfreiwillig Versorgen 1938 Köln Deportiert 1942 Theresienstadt Treblinka ermordet | 19. Juni 2024     |                                                                                  | |
| Westendstraße 29 ·                                 | Hedwig Stein | Hedwig Stein, geb. Benjamin geb. 1873 unfreiwillig Versorgen 1938 Köln Deportiert 1942 Theresienstadt Treblinka ermordet | 19. Juni 2024     |                                                                                  | |
| Westendstraße 29 ·                                 | Adolf Stein | Adolf Stein geb. 1908 Zwangsarbeit Siemens deportiert 1943 Auschwitz ermordet | 19. Juni 2024     |                                                                                  | |
| Westendstraße 29 ·                                 | Benjamin Paul Stein | Benjamin Paul Stein geb. 1909 Zwangsarbeit Siemens "Schutzhaft" 1938 KZ Sachsenhausen deportiert 1943 Auschwitz ermordet 3.3.1943 | 19. Juni 2024     |                                                                                  | |
| Westendstraße 29 ·                                 | Siegfried Stein | Siegfried Stein geb. 1915 Flucht 1938 USA | 19. Juni 2024     |                                                                                  | |
| Westendstraße 29 ·                                 | Irmgard Stein | Irmgard Stein geb. 1919 Flucht 1938 USA | 19. Juni 2024     |                                                                                  | |
| Schumannstraße 10 ·                                | Kurt Simon Flegenheimer | Kurt Simon Flegenheimer geb. 1903 Flucht 1938 USA | 19. Juni 2024     |                                                                                  | |
| Schumannstraße 10 ·                                | Anne Rosa Flegenheimer | Anne Rosa Flegenheimer geb. Liebmann geb. 1910 Flucht 1938 USA | 19. Juni 2024     |                                                                                  | |
| Schumannstraße 10 ·                                | Gerald Flegenheimer | Gerald Flegenheimer geb. 1933 Flucht 1938 USA | 19. Juni 2024     |                                                                                  | |
| Schumannstraße 10 ·                                | Heinz Flegenheimer | Heinz Flegenheimer geb. 1935 Flucht 1938 USA | 19. Juni 2024     |                                                                                  | |
| Reuterweg 94 ·                                     | Nathan Fuchs | Nathan Fuchs geb. 1878 Deportiert 1942 Richtung Osten ermordet | 17. Juni 2024     |                                                                                  | |
| Reuterweg 94 ·                                     | Leontine Fuchs | Leontine Fuchs geb. Frank geb. 1880 gedemütigt / entrechtet Tod 13. Jan. 1938 | 17. Juni 2024     |                                                                                  | |
| Reuterweg 94 ·                                     | Klare Fuchs | Klare Fuchs geb. 1908 Flucht 1939 England USA | 17. Juni 2024     |                                                                                  | |
| Reuterweg 94 ·                                     | Ilse Fuchs | Ilse Fuchs geb. 1920 Flucht 1939 England USA | 17. Juni 2024     |                                                                                  | |
| Feuerbachstraße 11 ·                               | Eduard Rothschild | Eduard Rothschild geb. 1885 Flucht 1938 USA | 17. Juni 2024     |                                                                                  | |
| Feuerbachstraße 11 ·                               | Luise Rothschild | Luise Rothschild, geb. Oppenheim geb. 1887 Flucht 1938 USA | 17. Juni 2024     |                                                                                  | |
| Feuerbachstraße 11 ·                               | Hans Eduard Rothschild | Hans Eduard Rothschild geb. 1932 Flucht 1938 USA | 17. Juni 2024     |                                                                                  | |
| Reuterweg 68 ·                                     | Albert Siesel | Albert Siesel geb. 1892 "Schutzhaft" 1.11.1938 Buchenwald ermordet 29.11.1938 | 16. Jun. 2024     |                                                                                  | |
| Reuterweg 68 ·                                     | Käthe Siesel | Käthe Siesel geb. Schmitt geb. 1894 verhaftet 1943 Gefängnis Höchst Arbeitslager Flossbach, Gusterath entlassen 1943 | 16. Jun. 2024     |                                                                                  | |
| Reuterweg 68 ·                                     | Peter Siesel | Peter Siesel geb. 1924 Flucht 1939 England | 16. Jun. 2024     |                                                                                  | |
| Reuterweg 68 ·                                     | Hannelore Siesel | Hannelore Siesel geb. 1926 Flucht 1939 England | 16. Jun. 2024     |                                                                                  | |
| Guiollettstraße 59 ·                               | Fritz Sally Schmitz | Fritz Sally Schmitz geb. 1878 Flucht 1933 Holland England | 16. Jun. 2024     |                                                                                  | |
| Guiollettstraße 59 ·                               | Clara Schmitz | Clara Schmitz geb. Lahnstein geb. 1889 Flucht 1933 Holland England | 16. Jun. 2024     |                                                                                  | |
| Guiollettstraße 59 ·                               | Arnold Ferdinand Schmitz | Arnold Ferdinand Schmitz geb. 1921 Flucht 1933 Holland England 1938 USA | 16. Jun. 2024     |                                                                                  | |
| Schwindstraße 5 ·                                  | Martha Pauline Mastbaum | Martha Pauline Mastbaum geb. Mayer geb. 1878 Flucht 1939 Holland Interniert 1943 Westerbork Deportiert Sobibor ermordet 21.5.1943 | 16. Jun. 2024     |                                                                                  | |
| Schwindstraße 5 ·                                  | Raphael Rudolf Mastbaum | Raphael Rudolf Mastbaum geb. 1866 Flucht 1939 Holland Tod 6. Okt 1942 | 16. Jun. 2024     |                                                                                  | |
| Reuterweg 94 ·                                     | Leopold Glücksmann | Leopold Glücksmann geb. 05.07.1902 Deportation 22.11.1941 Kowno/Kaunas Tod 25.11.1941 | 25. Sep. 2023     |                                                                                  | |
| Reuterweg 94 ·                                     | Siegmund Heymann | Siegmund Glücksmann geb. 9.5.1875 Deportation 15.9.1942 Theresienstadt Tod 21.04.1943 | 25. Sep. 2023     |                                                                                  | |
| Reuterweg 94 ·                                     | Flora Heymann | Flora Glücksmann geb. Bär geb. 17.1.1874 Deportation 15.9.1942 Theresienstadt Tod 19.04.1943 | 25. Sep. 2023     |                                                                                  | |
| Feldbergstraße 31 ·                                | Käthe Mela | Käthe Mela geb. Wertheim geb. 04.09.1901 Flucht 15.11. 1933 Belgien; Internierung: 22.2.1944 Durchgangslager Mechelen/Malines, Deportation: 4.4.1944 Auschwitz unbekannt | 25. Sep. 2023     |                                                                                  | |
| Feldbergstraße 31 ·                                | Paul Ernst Mela | Paul Ernst Mela geb. 06.06.1900 Flucht 15.11. 1933 Belgien; Internierung: 22.2.1944 Durchgangslager Mechelen/Malines, Deportation: 4.4.1944 Auschwitz unbekannt | 25. Sep. 2023     |                                                                                  | |
| Feldbergstraße 31 ·                                | Doris Mela | Doris Mela geb. 20.12.1926 Flucht 15.11. 1933 Belgien; Internierung: 22.2.1944 Durchgangslager Mechelen/Malines, Deportation: 4.4.1944 Auschwitz unbekannt | 25. Sep. 2023     |                                                                                  | |
| Westendstraße 82 ·                                 | Hermann Adler | Hermann Adler Jg. 1879 Flucht 1939 Argentinien | 2. Juli 2023      |                                                                                  | |
| Westendstraße 82 ·                                 | Amalie Adler | Amalie Adler, geb. Hess Jg. 1895 Flucht 1939 Argentinien | 2. Juli 2023      |                                                                                  | |
| Westendstraße 82 ·                                 | Ruth Adler | Ruth Adler Jg. 1921 Flucht 1939 Argentinien | 2. Juli 2023      |                                                                                  | |
| Westendstraße 82 ·                                 | Margot Adler | Margot Adler Jg. 1923 Flucht 1939 Argentinien | 2. Juli 2023      |                                                                                  | |
| Im Trutz Frankfurt 36 ·                            | Hugo Hochschild | Hugo Hochschild geb. 21.1.1884 "Schutzhaft" 10.11.-15.12.1938 KZ Buchenwald Flucht 23.7.1939 Chile | 2. Juli 2023      |                                                                                  | |
| Im Trutz Frankfurt 36 ·                            | Erna Hochschild | Erna Hochschild, geb. Hirsch geb. 26.12.1895 Flucht Juni 23.7.1939 Chile | 2. Juli 2023      |                                                                                  | |
| Im Trutz Frankfurt 36 ·                            | Margit Hochschild | Margit Hochschild geb. 10.10.1921 Flucht 1938 England | 2. Juli 2023      |                                                                                  | |
| Im Trutz Frankfurt 36 ·                            | Jeanette Hirsch | Jeanette Hirsch, geb. Bendheim geb. 24.5.1861 Deportation 18.8.1942 Theresienstadt tot 8.9.1942 | 2. Juli 2023      |                                                                                  | |
| Corneliusstraße 9 ·                                | Abraham Bruchfeld | Abraham Bruchfeld geb. 23.06.1878 Deportation 1942 tot unbekannt | 2. Juli 2023      |                                                                                  | |
| Corneliusstraße 9 ·                                | Klara Bruchfeld | Klara Bruchfeld geb. Marx geb. 06.08.1885 Deportation 1942 tot unbekannt | 2. Juli 2023      |                                                                                  | |
| Corneliusstraße 9 ·                                | Marie Helene Helbing | Marie Helene Helbing geb. 22.07.1865 Deportation 18.8.1942 Theresienstadt tot 27.08.1942 | 2. Juli 2023      |                                                                                  | |
| Corneliusstraße 11 ·                               | Walter Gustav Strauss | Walter Gustav Strauss geb. 31.03.1895 Deportation 24.09.1942 Raasiku tot unbekannt | 2. Juli 2023      |                                                                                  | |
| Corneliusstraße 11 ·                               | Elise Strauss | Elise Strauss, geb. Schmalzmann geb. 08.09.1895 Deportation 24.09.1942 Raasiku tot unbekannt | 2. Juli 2023      |                                                                                  | |
| Freiherr-vom-Stein-Straße 15 ·                     | Minnie Esther Lilienfeld | Minnie Esther Lilienfeld geb. Ehrmann geb. 12.03.1866 Flucht 17.7.1939 Holland (Rotterdam) Februar 1941–Juli 1942 Utrecht, Militärkrankenhaus im Kloster „Duitse Hus“ Utrecht mit Hilfe überlebt | 16. Mai 2023      |                                                                                  | |
| Freiherr-vom-Stein-Straße 15 ·                     | Rosy Lilienfeld | Rosy Lilienfeld geb. 17.01.1896 Flucht 17.7.1939 Holland (Rotterdam), Februar 1941-Juli 1942 Utrecht 7.8.1942 Internierung Westerbork 28.9.1942 Deportation und Ermordung in Auschwitz Pauschales Todesdatum von allen Insassen des Transportes | 16. Mai 2023      |                                                                                  | |
| Eschersheimer Landstraße 39 ·                      | Paul Lion | Paul Lion geb. 13.06.1870 verfolgt / enteignet an Krebserkrankung verstorben tot 7.7.1938 | 15. Mai 2023      |                                                                                  | |
| Eschersheimer Landstraße 39 ·                      | Jette Lion | Jette Lion geb. Lang geb. 19.09.1879 Haft 8.11.1941-9.1.1942 Gefängnis Frankfurt Deportation 8.7.1942 Ost-Transport tot unbekannt | 15. Mai 2023      |                                                                                  | |
| Eschersheimer Landstraße 39 ·                      | Ernst Lion | Ernst Lion geb. 05.02.1906 Flucht Frankreich interniert 1941 Récébédou geflohen 3.2.1941 Flucht 1941 Kuba | 15. Mai 2023      |                                                                                  | |
| Eschersheimer Landstraße 39 ·                      | Lotte Klementine Lion | Lotte Clementine Lion geb.09.01.1919 Haft 8.11.1941–9.1.1942 Gefängnis Frankfurt Deportation 8.7.1942 Ost-Transport tot unbekannt | 15. Mai 2023      |                                                                                  | |
| Mainzer Landstraße 36 (früher 34) ·                | Hermann Wertheim | Hermann Wertheim geb. 5.10.1861 Gedemütigt, entrechtet 31.5.1933 verstorben | 15. Mai 2023      |                                                                                  | |
| Mainzer Landstraße 36 (früher 34) ·                | Hertha Wertheim | Hertha Wertheim geb. Zedner geb. 8.11.1882 Flucht: 1939 Belgien mit Hilfe überlebt | 15. Mai 2023      |                                                                                  | |
| Mainzer Landstraße 36 (früher 34) ·                | Kurt Georg Wertheim | Kurt Georg Wertheim geb. 13.9.1917 Flucht 11.11.1937 USA | 15. Mai 2023      |                                                                                  | |
| Mainzer Landstraße 36 (früher 34) ·                | Ernst Paul Wertheim | Ernst Paul Wertheim geb. 16.3.1908 Flucht: 1939 Belgien mit Hilfe überlebt | 15. Mai 2023      |                                                                                  | |
| Bockenheimer Anlage 38 ·                           | Kurt Scheidt | Kurt Scheidt geb. 30.05.1896 Flucht 1938 Australien | 15. Mai 2023      |                                                                                  | |
| Bockenheimer Anlage 38 ·                           | Liesel Scheidt | Liesel Scheidt geb. Oppenheimer geb. 19.10.1907 Flucht 1938 Australien | 15. Mai 2023      |                                                                                  | |
| Bockenheimer Anlage 15 (früher Mozartplatz 22) ·   | Justine Beckhardt | Justine Beckhardt geb. Fried geb. 16.12.1851 Deportiert 18.8.1942 Theresienstadt Tod 7.10.1942 | 15. Mai 2023      |                                                                                  | |
| Bockenheimer Anlage 15 (früher Mozartplatz 22) ·   | Adolf Beckhardt | Adolf Beckhardt geb. 7.2.1890 Haft: 1938 KZ Buchenwald Flucht 1939 USA | 15. Mai 2023      |                                                                                  | |
| Bockenheimer Anlage 15 (früher Mozartplatz 22) ·   | Else Beckhardt | Else Beckhardt geb. Auerbach geb. 17.3.1900 Flucht 1939 USA | 15. Mai 2023      |                                                                                  | |
| Bockenheimer Anlage 15 (früher Mozartplatz 22) ·   | Theodor Beckhardt | Theodor Beckhardt geb. 10.9.1923 Flucht 1939 USA | 15. Mai 2023      |                                                                                  | |
| Bockenheimer Anlage 15 (früher Mozartplatz 22) ·   | Hilde Beckhardt | Hilde Beckhardt geb. 19.5.1926 Flucht 1939 USA | 15. Mai 2023      |                                                                                  | |
| Bockenheimer Landstraße 5 ·                        | Martin Erich Mayer | Martin Erich Mayer geb. 16.10.1895 Flucht 1939 England, USA | 15. Mai 2023      |                                                                                  | |
| Bockenheimer Landstraße 5 ·                        | Helen Mayer | Helen Mayer geb.28.09.1935 Flucht 1939 England, USA | 15. Mai 2023      |                                                                                  | |
| Bockenheimer Landstraße 5 ·                        | Berta Mayer | Berta Mayer, geb. Guggenheimer geb. 28.01.1909 Flucht 1939 England, USA | 15. Mai 2023      |                                                                                  | |
| Liebigstraße 40 ·                                  | Charlotte Schellenberg | Charlotte Schellenberg geb. 16.4.1918 Flucht 1939 England 27.3.1940 USA | 15. Mai 2023      |                                                                                  | |
| Liebigstraße 40 ·                                  | Manfred Adolf Schellenberg | Manfred Adolf Schellenberg geb. 24.2.1873 Deportiert 18.8.1942 Theresienstadt Tod unbekannt | 15. Mai 2023      |                                                                                  | |
| Liebigstraße 40 ·                                  | Robert Schellenberg | Robert Schellenberg geb. 23.3.1915 Flucht 1938 USA | 15. Mai 2023      |                                                                                  | |
| Liebigstraße 40 ·                                  | Selma Johanna Schellenberg | Selma Johanna Schellenberg geb. ? Deportiert 18.8.1942 Theresienstadt Tod unbekannt | 15. Mai 2023      |                                                                                  | |
| Wiesenau 4 ·                                       | Jakob Mayer | Jakob Mayer geb. 07.06.1870 Flucht 1939 Schweden Tod 02.09.1942 | 15. Mai 2023      |                                                                                  | |
| Wiesenau 4 ·                                       | Henriette Hedwig Mayer | Henriette Hedwig Mayer geb. Hirsch geb. 14.02.1872 Flucht 1939 Schweden | 15. Mai 2023      |                                                                                  | |
| Schumannstraße 64 ·                                | Martha Amanda Bodenheimer | Martha Amanda Bodenheimerg geb. Neumond geb. 05.12.1882 Flucht 1938 USA | 14. Mai 2023      |                                                                                  | |
| Schumannstraße 64 ·                                | Elsbet Bodenheimer | Elsbet Bodenheimer geb. 22.05.1919 Flucht 16.9.1937 USA | 14. Mai 2023      |                                                                                  | |
| Mendelssohnstraße 45 ·                             | Moritz Robert Felsenthal | Robert Felsenthal geb. 26.06.1894 Flucht 1937 USA | 14. Mai 2023      |                                                                                  | |
| Mendelssohnstraße 45 ·                             | Edith Felsenthal | Edith Felsenthal geb. Hirschberg geb. 05.09.1909 Flucht 1937 USA | 14. Mai 2023      |                                                                                  | |
| Savignystraße 53 (früher 55) ·                     | Rosette Una | Rosette Una geb. Mayer geb. 20.2.1854 Tod vor geplanter Deportation Tod 11.5.1942 | 14. Mai 2023      |                                                                                  | |
| Savignystraße 53 (früher 55) ·                     | Flora Babette Dreyfuss | Flora Babette Dreyfuss geb. Una geb. 16.12.1876 Deportiert 1941 Lodz/Litzmannstadt Tod 24.10.1941 | 14. Mai 2023      |                                                                                  | |
| Rheinstraße 23 ·                                   | Edgar Steudner | Edgar Steudner geb. 29.06.1894 „Mischehe“ verfolgt, drangsaliert, Berufsverbot | 14. Mai 2023      |                                                                                  | |
| Rheinstraße 23 ·                                   | Camilla Steudner | Camilla Steudner geb. Kuder geb. 20.04.1897 verfolgt, mit Hilfe im Versteck überlebt | 14. Mai 2023      |                                                                                  | |
| Rüsterstraße 10 ·                                  | Rudolf Merzbach | Rudolf Merzbach geb. 01.02.1881 Flucht März/April 1939 England 1940 USA | 14. Mai 2023      |                                                                                  | |
| Rüsterstraße 10 ·                                  | Paula Merzbach | Paula Merzbach geb. Kirchheim geb. 21.11.1891 Flucht März/April 1939 England 1940 USA | 14. Mai 2023      |                                                                                  | |
| Rüsterstraße 10 ·                                  | Ilse Merzbach | Ilse Merzbach geb. 25.02.1921 Flucht Begleitung Kindertransport 1939 England 1940 USA | 14. Mai 2023      |                                                                                  | |
| Rüsterstraße 10 ·                                  | Wilhelm Merzbach | Wilhelm Merzbach geb. 07.04.1924 Flucht Kindertransport 1939 England 1940 USA | 14. Mai 2023      |                                                                                  | |
| Böhmerstraße 50 ·                                  | Karl Jeselsohn | Karl Jeselsohn geb. 16.06.1874 Deportiert Flucht 1939 USA | 14. Mai 2023      |                                                                                  | |
| Böhmerstraße 50 ·                                  | Sidonie Jeselsohn | Sidonie Jeselsohn geb. Katz geb. 18.05.1890 Flucht 1939 USA | 14. Mai 2023      |                                                                                  | |
| Böhmerstraße 50 ·                                  | Kurt Jeselsohn | Kurt Jeselsohn geb. 16.05.1912 Flucht Oktober 1935 USA | 14. Mai 2023      |                                                                                  | |
| Böhmerstraße 50 ·                                  | Lotte Jeselsohn | Lotte Jeselsohn geb. 19.08.1914 Flucht 1935 England 1937 USA | 14. Mai 2023      |                                                                                  | |
| Bockenheimer Landstraße 75 · (ehem. 73) ·          | Louise Strauss | Loise Strauss, geb. Burghold geb. 6.10.1861 Deportiert 1.9.1942 KZ Theresienstadt Tod 19.9.1942 | 5. März 2023      |                                                                                  | |
| Bockenheimer Landstraße 75 · (ehem. 73) ·          | Daisy Strauss | Daisy Strauss geb. 13.2.1888 Deportiert 13.1.1942 aus Berlin nach Riga Tod 31.1.1942 | 5. März 2023      |                                                                                  | |
| Freiherr-vom-Stein-Straße 23 ·                     | Emilie Goldschmidt | Emilie Goldschmidt, geb. Bacher geb. 12.6.1857 Deportiert 18.8.1942 KZ Theresienstadt Tod 5.9.1942 | 5. März 2023      |                                                                                  | |
| Freiherr-vom-Stein-Straße 23 ·                     | Karl Bacher | Karl Bacher geb. 3.5.1859 gedemütigt/entrechtet tot 20.8.1942 | 5. März 2023      |                                                                                  | |
| Altkönigstraße 11 ·                                | Hanna Strauss | Hanna Strauss, geb. Justus geb. 16.08.1900 | 5. März 2023      |                                                                                  | |
| Altkönigstraße 11 ·                                | Fritz Strauss | Fritz Strauss geb. 13.10.1891 | 5. März 2023      |                                                                                  | |
| Altkönigstraße 11 ·                                | Ernst Strauss | Ernst Strauss geb. 11.10.1927 Flucht 1938 Niederlande Emigration 1949 USA | 5. März 2023      |                                                                                  | |
| Liebigstraße 35 ·                                  | Alice Ellinger | Alice Ellinger geb Kehrmann Jg. 1872 deportiert 1941 Lodz / Litzmannstadt ermordet 31.3.1942 | 5. März 2023      |                                                                                  | |
| Liebigstraße 35 ·                                  | Olga Ellinger | Olga Ellinger Jg. 1905 deportiert 1941 Lodz / Litzmannstadt ermordet | 5. März 2023      |                                                                                  | |
| Eschersheimer Landstraße 69 ·                      | Hugo Bock | Hugo Bock Jg. 1878 Deportiert 1941 Lodz / Litzmannstadt ermordet 19.4.1942 | 5. März 2023      |                                                                                  | |
| Eschersheimer Landstraße 69 ·                      | Lili Cecilie Bock | Lili Cecilie Bock Jg. 1913 Flucht 1937 USA | 5. März 2023      |                                                                                  | |
| Eschersheimer Landstraße 69 ·                      | Johanna Bock | Johanna Bock, geb. Buch Jg. 1858 Flucht 1937 USA | 5. März 2023      |                                                                                  | |
| Eschersheimer Landstraße 69 ·                      | Martha Lucie Bock | Martha Lucie Bock, geb. Kern Jg. 1893 Flucht 1937 USA | 5. März 2023      |                                                                                  | |
| Eschersheimer Landstraße 69 ·                      | Erika Bock | Erica Bock Jg. 1918 Flucht 1937 USA | 5. März 2023      |                                                                                  | |
| Eschersheimer Landstraße 69 ·                      | Rosalie Kern | Rosalie Kern geb. Goldschmidt Jg. 1867 Deportiert 1942 Theresienstadt ermordet in Treblinka | 5. März 2023      |                                                                                  | |
| Blanchardstraße 20 ·                               | Walter Ellinger | Walter Ellinger geb. 14.11.1899 Deportiert 12.11.1939 KZ Buchenwald Flucht 1939 England / USA | 04. März 2023     |                                                                                  | |
| Palmengartenstraße 8 ·                             | Robert Julis Istel | Robert Julis Istel geb. 15.6.1879 Deportiert 21.11.1938 KZ Buchenwald Tod 21.11.1938 | 04. März 2023     |                                                                                  | |
| Palmengartenstraße 8 ·                             | Therese Istel | Therese Istel geb. 2.2.1860 Flucht in den Tod 9.5.1942 | 04. März 2023     |                                                                                  | |
| Palmengartenstraße 8 ·                             | Ellen Sara Istel | Ellen Sara Istel geb. 7.5.1881 Flucht in den Tod 7.5.1942 | 04. März 2023     |                                                                                  | |
| Hansaallee 146a ·                                  | Henry und Emma Budge-Heim | Hier stand von 1930 bis 1939 das „Henry und Emma Budge-Heim“ in dem Altersheim lebten über 250 Juden und Christen im März 1939 mussten die letzten jüdischen Bewohner ihr Zuhause verlassen 23 wurden in Konzentrations- und Vernichtungslager deportiert und ermordet oder in den Suizid getrieben das Haus wurde „arisiert“ und zum „Heim am Dornbusch“ unbenannt | 14. Sep. 2022     |                                                                                  | Stolperschwelle Die Stiftung wurde zwangsweise aufgelöst, das Budge-Heim „arisiert“ Henry und Emma Budge-Stiftung                                                                                              |
| Schumannstraße 10 ·                                | Charlotte Mentzel | Charlotte Mentzel, geb. Rothschild 10.11.1909 deportiert 1944 KZ Auschwitz tod 2.8.1944 | 12. Juni 2022     |                                                                                  | |
| Schumannstraße 10 ·                                | Ruth Mentzel | Ruth Mentzel 10.02.1932 deportiert 1944 KZ Auschwitz tod unbekannt | 12. Juni 2022     |                                                                                  | |
| Schumannstraße 10 ·                                | Albert Mentzel | Albert Mentzel 25.05.1909 Flucht: 1933 Frankreich Résistance, Haft 20.6.-19.8 1944 Gestapo-Gefängnis Toulouse befreit | 12. Juni 2022     |                                                                                  | |
| Liebigstraße 3 ·                                   | Gertrud Auguste Maas | Gertrud Auguste Maas 29.7.1892 Flucht 1939 Holland Deportation 5.4.1944 Westerbork 4.9.1944 Theresienstadt, Oktober 1944 Auschwitz tod 18.10.1944 | 12. Juni 2022     |                                                                                  | |
| Liebigstraße 3 ·                                   | Alice Maas | Alice Maas, geb. Stiebel 14.4.1864 im Jahr 1939 Flucht England | 12. Juni 2022     |                                                                                  | |
| Brentanostraße 6 ·                                 | Ludwig Hirsch | Ludwig Hirsch 24.6.1876 1935 Rotterdam tod 14.5.1943 | 12. Juni 2022     |                                                                                  | |
| Brentanostraße 6 ·                                 | Lotty Hirsch | Lotty Hirsch, geb. Maj 26.7.1883 1935 Rotterdam Deportation 9.4.1943 Westerbork 18.5.1943 nach Sobibor tod 21.5.1943 | 12. Juni 2022     |                                                                                  | |
| Brentanostraße 8 ·                                 | Alice Busek | Alice Busek, geb. Una 22.8.1875 19.10.1941 Lodz/Litzmannstadt tod unbekannt | 12. Juni 2022     |                                                                                  | |
| Bockenheimer Landstraße 107 ·                      | Sigmund Hirsch | Sigmund Hirsch 20.2.1878 Flucht nach Schweden am 26./27.9.1937 | 12. Juni 2022     |                                                                                  | |
| Bockenheimer Landstraße 107 ·                      | Betty Hirsch | Betty Hirsch, geb. Falkenstein 26.12.1888 Suizid tod 3.10.1933 | 12. Juni 2022     |                                                                                  | |
| Bockenheimer Landstraße 107 ·                      | Gerhard Hirsch | Gerhard Hirsch 28.06.1918 Flucht nach Schweden im Jahr 1933 | 12. Juni 2022     |                                                                                  | |
| Bockenheimer Landstraße 107 ·                      | Kurt Oppenheim | Kurt Oppenheim 21.10.1910 Flucht über Holland nach Schweden im Jahr 1937 | 12. Juni 2022     |                                                                                  | |
| Bockenheimer Landstraße 107 ·                      | Elli Oppenheim | Elli Oppenheim, geb. Hirsch 01.12.1913 Flucht über Holland nach Schweden im Jahr 1937 | 12. Juni 2022     |                                                                                  | |
| Beethovenstraße 11 ·                               | Lea Falkenstein | Lea Falkenstein, geb. Herrmann 15.04.1862 Gedemütigt/Entrechtet tod 02.06.1938 | 12. Juni 2022     |                                                                                  | |
| Beethovenstraße 11 ·                               | Karl Falkenstein | Karl Falkenstein 12.02.1857 deportiert 18. August 1942 Theresienstadt tod 24.9.1942 | 12. Juni 2022     |                                                                                  | |
| Niedenau 42 ·                                      | Amalie Levi | Amalie Levi, geb. Gunzenhäuser 8.12.1867 deportiert 19.10.1941 Tod unbekannt | 12. Juni 2022     |                                                                                  | |
| Niedenau 42 ·                                      | Fritz Präger | Fritz Präger 3.4.1892 deportiert 19.10.1941 Tod unbekannt | 12. Juni 2022     |                                                                                  | |
| Niedenau 42 ·                                      | Irene Präger | Irene Präger, geb. Levi 21.05.1902 deportiert 19.10.1941 Tod unbekannt | 12. Juni 2022     |                                                                                  | |
| Staufenstraße 31 ·                                 | Ludwig Lismann | Ludwig Lismann geb. 3.10.1860 deportiert 1.9.1942 Theresienstadt ermordet 15.9.1942 | 11. Mai 2022      |                                                                                  | |
| Fürstenbergerstr. 167 ·                            | Paul Siegfried Erlanger | Paul Siegfried Erlanger geb. 17.11.1885 Gedemütigt/Entrechtet tod 18.07.1933 | 10. Mai 2022      |                                                                                  | |
| Fürstenbergerstr. 167 ·                            | Lotte Erlanger | Luise Charlotte Erlanger geb. Rosenow geb. 25.12.1885 ausgegrenzt / Gedemütig | 10. Mai 2022      |                                                                                  | |
| Fürstenbergerstr. 167 ·                            | Luise Charlotte Erlanger | Luise Charlotte Erlanger geb. 05.09.1915 Flucht 1939 Südafrika | 10. Mai 2022      |                                                                                  | |
| Fürstenbergerstr. 167 ·                            | Dorothea Erlanger | Dorothea Erlanger geb. 20.11.1916 Flucht 1939 Kanada | 10. Mai 2022      |                                                                                  | |
| Fürstenbergerstr. 167 ·                            | Ludwig Erlanger | Ludwig Erlanger geb. 19.08.1922 Flucht 1939 mit Hilfe England | 10. Mai 2022      |                                                                                  | |
| Wolfsgangstraße 89 ·                               | Benno Haas | Benno Haas 18.3.1877 Flucht Mai 1938 Schweiz, Frankreich, England | 10. Mai 2022      |                                                                                  | |
| Wolfsgangstraße 89 ·                               | Johanna Haas | Johanna (Hansi) Haas, geb. Gerstl 3.3.1895 Flucht Mai 1938 Schweiz, Frankreich, England | 10. Mai 2022      |                                                                                  | |
| Wolfsgangstraße 89 ·                               | Susanne Elise Natt | Susanne Elise Natt, geb. Haas 16.07.1919 Flucht 1.5.1936 England | 10. Mai 2022      |                                                                                  | |
| Wolfsgangstraße 89 ·                               | Lore Amalie Haas | Lore Amalie Haas 03.08.1920 Flucht Mai 1938 Schweiz, Frankreich, England | 10. Mai 2022      |                                                                                  | |
| Reuterweg 73 ·                                     | Joseph Klibansky | Joseph Klibansky geb. 10.12.1902 Flucht USA | 11. Mai 2022      |                                                                                  | |
| Eppsteiner Straße 45 ·                             | Max Salomon | Max Solomon 3.11.1884 11.11.-20.12.1938 Buchenwald 19.4.1939 Flucht Großbritannien September 1943 USA | 11. Mai 2022      |                                                                                  | |
| Eppsteiner Straße 45 ·                             | Elsbeth Salomon | Elsbeth Solomon 14.3.1884 Flucht Mai 1941 USA | 11. Mai 2022      |                                                                                  | |
| Eppsteiner Straße 45 ·                             | Judith Salomon | Judith Solomon 26.02.1915 Schicksal unbekannt | 11. Mai 2022      |                                                                                  | |
| Eppsteiner Straße 45 ·                             | Ulrich Salomon | Ulrich Solomon 15.06.1919 Flucht Mai 1941 USA | 11. Mai 2022      |                                                                                  | |
| Eppsteiner Straße 45 ·                             | Agnes Salomon | Agnes Solomon 11.07.1921 Flucht Mai 1941 USA | 11. Mai 2022      |                                                                                  | |
| Friedrichstraße 3 ·                                | Adolf Katz | Adolf Katz Jg. 1873 Flucht 1939 Südafrika | 11. Mai 2022      |                                                                                  | |
| Friedrichstraße 3 ·                                | Elsa Katz | Elsa Katz geb. Strauss Jg. 1879 Flucht 1939 Südafrika | 11. Mai 2022      |                                                                                  | |
| Friedrichstraße 3 ·                                | Erich Katz | Erich Katz Jg. 1906 Schutzhaft 1938 Flucht 1939 Südafrika | 11. Mai 2022      |                                                                                  | |
| Friedrichstraße 3 ·                                | Richard Katz | Richard Katz Jg. 1910 Flucht 1939 Südafrika | 11. Mai 2022      |                                                                                  | |
| Leerbachstraße 5 ·                                 | Max Goldschmidt | Max Goldschmidt geb. 03.07.1902 Flucht 1937 England | 10. Mai. 2022     |                                                                                  | |
| Leerbachstraße 5 ·                                 | Ruth Goldschmidt | Ruth Goldschmidt, geb. Baum geb. 08.03.1916 Flucht 1937 England | 10. Mai. 2022     |                                                                                  | |
| Arndtstr. 33 ·                                     | Albert Anton Dreher | Albert Anton Dreher geb. 2.8.1863 Flucht 25.1.1937 Holland deportiert 2.12 1942 Westerbork, 13.1.1943 Auschwitz Tod 26.01.1943 | 06. Dez. 2021     |                                                                                  | |
| Arndtstr. 33 ·                                     | Minnie Dreher | Minnie Dreher, geb. Löwenstein geb. 8.3.1889 Flucht 25.1.1937 Holland deportiert 2.12 1942 Westerbork, Tod 26.01.1943 | 06. Dez. 2021     |                                                                                  | |
| Arndtstr. 33 ·                                     | Anton Gustav Dreher | Anton Gustav Dreher geb. 8.3.1889 Flucht 25.1.1937 Holland deportiert 4.2.1942 - 29.9.1943 U-Haft Berlin-Moabit und Wittenauer Heilstätten, 28.9.1943 Auschwitz Tod 29.09.1943 | 06. Dez. 2021     |                                                                                  | |
| Feuerbachstraße 14 ·                               | Sophie Cohen | Sophie Cohen geb. 1.3.1881 Suizid Tod 13.05.1933 | 06. Dez. 2021     |                                                                                  | |
| Myliusstraße 41 ·                                  | Annie Lotichius | Annie Lotichius geb. Weinschenk geb. 18.8.1887 Haft: 8.2.1943 Gefängnis F-Klapperfeldstraße, Kassel 28.5.1943 Suizid | 06. Dez. 2021     |                                                                                  | |
| Kronberger Straße 33 ·                             | Therese Brumlik | Therese Brumlik geb. Klein geb. 15.08.1855 gedemütigt / entrechnet tod 23.8.1942 | 26. Jun. 2021     |                                                                                  | |
| Kronberger Straße 33 ·                             | Dagobert David | Dagobert David geb. 23.04.1880 verhaftet 1939 Gefängnis Moabit Berlin tot 24.2.1940 | 26. Jun. 2021     |                                                                                  | |
| Kronberger Straße 33 ·                             | Ernst David | Ernst David geb. 04.07.1911 Schutzhaft 1938 KZ Buchenwald Flucht 1939 England | 26. Jun. 2021     |                                                                                  | |
| Kronberger Straße 33 ·                             | Klara David | Klara David geb. 2.2.1886 Deportiert 1939 ermordet in KZ Theresienstadt | 26. Jun. 2021     |                                                                                  | |
| Eschersheimer Landstraße 67 ·                      | Georg Salzberger | Georg Salzberger geb. 23.12.1882 Schutzhaft 1938 KZ Dachau Flucht 1939 England | 27. Juni. 2021    |                                                                                  | siehe auch Wiki |
| Eschersheimer Landstraße 67 ·                      | Natalie Charlotte Salzberger | Natalie Charlotte Salzberger geb. Caro geb. 10.10.1892 Flucht 1939 England | 27. Juni. 2021    |                                                                                  | |
| Eschersheimer Landstraße 67 ·                      | Isca Salzberger | Isca Salzberger geb. 04.03.1923 Flucht 1939 England | 27. Juni. 2021    |                                                                                  | |
| Eschersheimer Landstraße 67 ·                      | Lore Shulamit Salzberger | Lore Shulamit Salzberger geb. 17.10.1918 Flucht 1939 England | 27. Juni. 2021    |                                                                                  | |
| Eschersheimer Landstraße 67 ·                      | Ruth Salzberger | Ruth Salzberger geb. 16.09.1920 Flucht 1939 England | 27. Juni. 2021    |                                                                                  | |
| Wöhlerstraße 6 ·                                   | Daniël Hamerslag | Daniël Hamerslag geb. 27.12.1913 Zwangsarbeit ab 1941 bis 1943 in Frankfurt Zwangsarbeit ab 1943 in vers. Städten Befreiung Mai 1945 | 26. Jun. 2021     |                                                                                  | |
| Bockenheimer Anlage 37 ·                           | Bertha Bodenheimer | Bertha Bodenheimer Geb. Gienberg geb. 14.08.1896 Flucht 1940 USA | 03. Sep. 2021     |                                                                                  | |
| Bockenheimer Anlage 37 ·                           | Gabriele Bodenheimer | Gabriele Bodenheimer geb. 30.04.1920 Flucht 1940 USA | 03. Sep. 2021     |                                                                                  | |
| Bockenheimer Anlage 37 ·                           | Heinrich Bodenheimer | Heinrich Bodenheimer geb. 13.08.1875 Flucht 1939 England | 03. Sep. 2021     |                                                                                  | |
| Böhmerstraße 20 ·                                  | Max Badmann | Max Badmann geb.01.11.1866 deportiert 1941 Lodz / Litzmannstadt ermordet 25.5.1942 | 03. Sep. 2021     |                                                                                  | |
| Böhmerstraße 20 ·                                  | Minnie Badmann | Minnie Badmann geb. Hall geb. 10.09.1875 deportiert 1941 Lodz / Litzmannstadt ermordet | 03. Sep. 2021     |                                                                                  | |
| Böhmerstraße 20 ·                                  | Julius Badmann | Julius Badmann geb. 21.12.1908 Flucht Jan 1938 Brasilien | 03. Sep. 2021     |                                                                                  | |
| Eppsteiner Straße 2 ·                              | Siegfried Philipp Stiefel | Siegfried Philipp Stiefel geb. 10.10.1913 Flucht 1938 USA | 03. Sep. 2021     |                                                                                  | |
| Eppsteiner Straße 2 ·                              | Frida Stiefel | Frida Stiefel geb. Strauss geb. 16.06.1889 Deportiert 1942 ermordet im besetzten Polen | 03. Sep. 2021     |                                                                                  | |
| Eppsteiner Straße 2 ·                              | Arthur Stiefel | Arthur Stiefel geb. 23.10.1879 Deportiert 1942 ermordet im besetzten Polen | 03. Sep. 2021     |                                                                                  | |
| Eppsteiner Straße 2 ·                              | Ernst Rafael Stiefel | Ernst Rafael Stiefel geb. 17.06.1921 Flucht 1940 USA | 03. Sep. 2021     |                                                                                  | |
| Telemannstraße 5 ·                                 | Dorothea Baum | Dorothea Baum geb. 07.01.1908 Flucht 1938 USA | 03. Sep. 2021     |                                                                                  | |
| Telemannstraße 5 ·                                 | Siegfried Baum | Siegfried Baum geb. 07.12.1909 Flucht 1938 USA | 03. Sep. 2021     |                                                                                  | |
| Telemannstraße 5 ·                                 | Andreas Baum | Andreas Baum geb. 25.5.1862 Flucht 1938 USA | 03. Sep. 2021     |                                                                                  | |
| Telemannstraße 5 ·                                 | Rosette Simon | Rosette Simon geb. Hirsch geb. 28.05.1871 deportiert 1941 Minsk ermordet | 03. Sep. 2021     |                                                                                  | |
| Telemannstraße 5 ·                                 | Johanne Hirsch | Johanne Hirsch geb. 19.05.1879 deportiert 1941 Minsk ermordet | 03. Sep. 2021     |                                                                                  | |
| Telemannstraße 5 ·                                 | Adele Strauß | Adele Strauße geb. 19.12.1878 Suizid 20.11.1941 | 03. Sep. 2021     |                                                                                  | |
| Telemannstraße 5 ·                                 | Frida Mayer | Frida Mayer geb. Haas geb. 18.03.1876 deportiert 1941 Kaunas Fort IX ermordet 25.11.1941 | 03. Sep. 2021     |                                                                                  | |
| Telemannstraße 5 ·                                 | Viktoria Mosesmann | Viktoria Mosesmann geb. 03.01.1923 deportiert 1941 Kaunas Fort IX ermordet 25.11.1941 | 03. Sep. 2021     |                                                                                  | |
| Friedrichstraße 19 ·                               | Grete Levy | Grete Levy 17.02.1923 Dachau deportiert 1941 Lodz / Litzmannstadt ermordet | 03. Sep. 2021     |                                                                                  | |
| Friedrichstraße 19 ·                               | Elisabeth Levy | Elisabeth Levy geb. Sahm 25.06.1900 Dachau deportiert 1941 Lodz / Litzmannstadt ermordet | 03. Sep. 2021     |                                                                                  | |
| Friedrichstraße 19 ·                               | Robert Levy | Robert Levy geb. 21.8.1881 „Schutzhaft“ 1938 Dachau deportiert 1941 Lodz / Litzmannstadt ermordet | 03. Sep. 2021     |                                                                                  | |
| Friedrichstraße 19 ·                               | Rudolf Levy | Rudolf Levy 07.10.1920 ? Dachau deportiert 1941 Lodz / Litzmannstadt ermordet | 03. Sep. 2021     |                                                                                  | |
| Guiollettstraße 39 ·                               | Hedwig Elkan | Hedwig Elkan geb. Einstein geb. 4.1.1884 Flucht 1935 England | 03. Sep. 2021     |                                                                                  | |
| Guiollettstraße 39 ·                               | Wolf Elkan | Wolf Elkan geb. 09.07.1913 Flucht 1935 USA | 03. Sep. 2021     |                                                                                  | |
| Guiollettstraße 39 ·                               | Benno Elkan | Benno Elkan geb. 2.12.1877 Flucht 1934 England | 03. Sep. 2021     |                                                                                  | siehe auch Wiki |
| Mendelssohnstraße 92 ·                             | Paul Grosser | Paul Grosser geb. 04.02.1880 Flucht 1933 Frankreich tot 7.2.1934 Saint-Germain-en-Laye | 03. Sep. 2021     |                                                                                  | siehe auch Wiki |
| Mendelssohnstraße 92 ·                             | Lily Grosser | Lily Grosser geb 2.6.1884 Flucht 1933 Frankreich mit Hilfe überlebt | 03. Sep. 2021     |                                                                                  | siehe auch Wiki |
| Mendelssohnstraße 92 ·                             | Alfred Grosser | Alfred Grosser geb. 01.02.1925 Flucht 1933 Frankreich mit Hilfe überlebt | 03. Sep. 2021     |                                                                                  | siehe auch Wiki |
| Mendelssohnstraße 92 ·                             | Magarete Grosser | Magarete Grosser geb. 13.04.1922 Flucht 1933 Frankreich tot 29.3.1941 | 03. Sep. 2021     |                                                                                  | |
| Kronberger Straße 48 ·                             | Hermine Mayer | Hermine Mayer geb. Rosenfeld geb. 2.10.1864 deportation 18.8.1942 KZ Theresienstadt tod 4.12.1942 | 23. Okt. 2020     | Stolperst kronberger str 48 mayer hermine                                        | |
| Wiesenau 18 ·                                      | Sophie Seligmann | Sophie Seligmann geb. 4.2.1915 deportiert 19.10.1941 KZ Lodz tod unbekannt | 23. Okt. 2020     | Stolperst wiesenau 18 seligmann sofie                                            | |
| Wiesenau 18 ·                                      | Jakob Seligmann | Jakob Seligmann geb. 9.7.1870 deportiert 19.10.1941 KZ Lodz tod unbekannt | 23. Okt. 2020     | Stolperst wiesenau 18 seligmann jakob                                            | |
| Wiesenau 18 ·                                      | Else Seligmann | Else Seligmann geb. Speyer geb. 26.7.1886 deportiert 19.10.1941 KZ Lodz tod unbekannt | 23. Okt. 2020     | Stolperst wiesenau 18 seligmann else                                             | |
| Auf der Körnerwiese 15 ·                           | Stefanie Strauß | Stefanie Strauß geb. Bachmann geb. 11.7.1884 deportiert 8.5.1942 Izbica tod unbekannt | 22. Okt. 2020     | Stolperstein auf der Körnerwiese 15 Strauss Stefanie                             | |
| Auf der Körnerwiese 15 ·                           | Jakob Strauß | Jakob Strauß geb. 8.1.1866 Suizid 13.4.1939 | 22. Okt. 2020     | Stolperst auf der koernerwiese 15 strauss jakob                                  | |
| Friedrich-Ebert-Anlage 22 ·                        | Ernst Neustadt | Ernst Neustadt Jg. 1883 Flucht 1939 Schottland Suizid am 25.04.1942 | 22. Okt. 2020     |                                                                                  | siehe auch Wiki Artikel |
| Friedrich-Ebert-Anlage 22 ·                        | Gertrud Neustadt | Gertrud Neustadt, geb. Stadthagen Jg. 1889 Flucht 1939 Schottland Suizid im : Frühjahr 1942 | 22. Okt. 2020     |                                                                                  | |
| Grüneburgweg 103 ·                                 | Paul Neumann | Paul Neumann geb. 19.05.1858 Zwangsumzug 1935 natürlicher Tod 16.1.1941 | 20. Juni 2020     | Stolperstein für Paul Neumann                                                    | |
| Grüneburgweg 103 ·                                 | Elisabeth Neumann | Elisabeth Neumann geb. 29.04.1900 Éntlassung, Zwangsarbeit, Zwangsumzug Flucht 23.5.1942 Schweiz | 20. Juni 2020     | Stolperstein für Elisabeth Neumann                                               | |
| Grüneburgweg 103 ·                                 | Annemarie Neumann | Annemarie Neumann geb. 6.8.1902 Flucht 1936 USA | 20. Juni 2020     | Stolperstein für Annemarie Neumann                                               | |
| Grüneburgweg 103 ·                                 | Gertrud Neumann | Gertrud Neumann geb. 2.3.1905 Flucht 1933 Palästina | 20. Juni 2020     | Stolperstein für Gertrud Neumann                                                 | |
| Myliusstraße 34 ·                                  | Clara Louise Dondorf | Clara Louise Dondorf geb. 12.07.1881 Flucht 1938 Schweiz | 20. Juni 2020     | Stolperstein für Clara Louise Dondorf                                            | |
| Leerbachstraße 14 ·                                | Hedwig Salomon | Hedwig Salomon geb. 17.5.1900 Flucht 1933 Frankreich Interniert Gurs und Drancy Deportation: 5.8.1942 Auschwitz Tod 20.8.1942 | 22. Okt. 2019     | Hedwig Salomon                                                                   | Siehe auch Wiki Artikel |
| Hansaallee 12 ·                                    | Hermann Altschüler | Hermann Altschüler geb. 26.10.1893 Deportation: 19.10.1941, Lodz/Litzmannstadt Tod 26.7.1942 | 22. Okt. 2019     |                                                                                  | |
| Hansaallee 12 ·                                    | Frieda Altschüler, geb. Apfel | Frieda Altschüler, geb. Apfel geb. 22.04.1894 Deportation: 19.10.1941, Lodz/Litzmannstadt Tod 27.2.1943 | 22. Okt. 2019     |                                                                                  | |
| Hansaallee 12 ·                                    | Ernst Altschüler | Ernst Altschüler geb. 20.7.1927 Flucht: 24.8.1939 England | 22. Okt. 2019     |                                                                                  | |
| Mendelssohnstraße 69 ·                             | Bernhard Haas | Bernhard Haas geb. 5.3.1875 Deportation: 15.9.1942 KZ Theresienstadt, Tod 25.1.1943 | 23. Juni 2019     | Stolperstein für Bernard Haas                                                    | |
| Fellnerstraße 11 ·                                 | Alfred Lilienfeld | Alfred Lilienfeld geb. 5.8.1910 Deportation: 1943, KZ Buchenwald, Langenstein-Zwieberge Tod April 1945 | 23. Juni 2019     | Stolperst fellnerstr 11 lilienfeld alfred                                        | |
| Fellnerstraße 11 ·                                 | Gerhard Lilienfeld | Gerhard Lilienfeld geb. 8.2.1933 Deportation: 1943, KZ Theresienstadt Befreit | 23. Juni 2019     | Stolperst fellnerstr 11 lilienfeld gerhard                                       | |
| Fellnerstraße 11 ·                                 | Martha Lilienfeld | Martha Lilienfeld Geb. Stamper geb. 30.3.1912 Deportation: 5.2.1942 Haft 1.4.1943 KZ Ravensbrück KZ Buchenwald Befreit | 23. Juni 2019     | Stolperst fellnerstr 11 lilienfeld martha                                        | |
| Fellnerstraße 11 ·                                 | Hansjürgen Lilienfeld | Hansjürgen Lilienfeld geb. 6.7.1937 Deportation: 9.6.1943 KZ Theresienstadt Befreit | 23. Juni 2019     | Stolperst fellnerstr 11 lilienfeld hansjuergen                                   | |
| Beethovenstraße 32 ·                               | Adolf Korndörfer | Adolf Korndörfer geb. 2.5.1880 16.5.1939, § 175, Frankfurt, Suizid Tod 27.7.1939 | 26. Juni 2019     | Stolperstein für Adolf Korndörfer                                                | |
| Bockenheimer Landstraße 104 ·                      | Elisabeth Schäfer | Elisabeth Schäfer, geb. Neff geb. 3.9.1884 Haft: 1.3.1937 Frankfurt 22.9.1937 KZ Moringen 21.2.1938 KZ Lichtenburg Mai 1939 KZ Ravensbrück Tod 1.6.1944 | 22. Juni 2019     | Stolperstein für Elisabeth Schäfer                                               | |
| Wöhlerstraße 6 ·                                   | Elias Oppenheimer | Elias Oppenheimer geb. 19.6.1886 Haft 18.9.1941, verurteilt § 175, F-Preungesheim, 1942 KZ Buchenwald Tod 13.5.1942 | 22. Juni 2019     | Stolperstein für Elias Oppenheimer                                               | |
| Leerbachstraße 50 ·                                | Helene Josefine Berberich | Helene Josefine Berberich geb. Ebelsbacher Geb. 2.10.1874 Haft: November 1933 bis Februar 1934 11.7.1941 Frauenstrafgefängnis Frankfurt-Höchst 16.9.1941 Anstalt Bendorf-Sayn 17.12.1941 Weilmünster Deportiert 12.7.1942 unbekannter Zielort Tod | 22. Juni 2019     | Stolperstein für Helene Berberich                                                | |
| Leerbachstraße 71 ·                                | Richard Laengsdorff | Richard Laengsdorff geb. 26.5.1877 Deportiert 10.11.1938-15.12.1938 KZ Buchenwald Flucht 23.4.1940 Luxemburg, Paris Tod 16.4.1941 | 22. Juni 2019     | Stolperstein für Richard Langsdorff                                              | |
| Leerbachstraße 71 ·                                | Julia Virginie Laengsdorff | Julia Virginie Laengsdorff geb. Scheuermann, verw. Fuld geb. 1.4.1878 Tod 23.4.1942 | 22. Juni 2019     | Stolperstein für Julia Virginia Laengsdorff                                      | |
| Körnerstraße 16 ·                                  | Otto Bütschli | Otto Bütschli geb. 11.8.1907 Haft: 12.7.1939, Verurteilt § 175, F-Preungesheim 23.11.1939 Lager Rodgau 1940 FPreungesheim, 11.3.1941 Sachsenhausen, Groß-Rosen Tod 3.11.1941 | 22. Juni 2019     | Stolperstein für Otto Bütschli                                                   | |
| Hansaallee 146a ·                                  | Elise Hofmann | Im Budge-Heim wohnte Elise Hofmann geb. Bloch geb. 18.06.1872 deportiert 1942 KZ Theresienstadt ermordet in Treblinka | 7. Mai 2019       |                                                                                  | |
| Kettenhofweg 109 ·                                 | Karl Gumbel | Karl Gumbel geb. 26.02.1879 gedemütigt / entrechtet Flucht in den Tod 8.11.1939 | 23. Okt 2018      | Stolperstein für Karl Gumbel                                                     | |
| Corneliusstraße 9 ·                                | Emil W. Hohenemser | Emil W. Hohenemser geb. 15.9.1884 gedemütigt / entrechtet Flucht in den Tod 29.8.1942 | 23. Okt 2018      | Stolperstein für Emil Hohenemser                                                 | |
| Feldbergstraße 15 ·                                | Moritz W. Hohenemser | Moritz W. Hohenemser geb. 13.12.1867 Deportiert 1942 KZ Theresienstadt Ermordet 30.1.1943 | 23. Okt 2018      | Stolperstein für Moritz Hohenemser                                               | |
| Schumannstraße 69 ·                                | Paula Kahn | Paula Kahn, geb. Mayer geb. 6.11.1877 Flucht 1938 Luxemburg Haft Fünfbrunnen Deportiert 28.7.1942 Theresienstadt 18.12.1943 Auschwitz tod unbekannt | 19. Mai 2018      |                                                                                  | |
| Schumannstraße 69 ·                                | data-sort-value=""\| Lilly [https://frankfurt.de/frankfurt-entdecken-und-erleben/stadtportrait/stadtgeschichte/stolpersteine/stolpersteine-im-westend/familien/schatzmann-lilly Schatzmann | Lilly Schatzmann geb. Kahn Jg. 1902 deportiert 1942 Theresienstadt 1943 Auschwitz ermordet |                   |                                                                                  | |
| Bettinastraße 21/23 ·                              | Luise Winter | Luise Winter geb.13. März 1893 Haft 5.3.1937 Frankfurt Deportiert 8.9.1937 Moringen 15.12.1937 Lichtenburg 15.5.1939 Ravensbrück befreit 1.5.1945 | 19. Mai 2018      |                                                                                  | |
| Arndtstraße 37 ·                                   | Fritz Neuberger | Fritz Neuberger geb. 8.8.1877 Deportiert 1942 Lublin tod unbekannt | 17. Mai 2018      | Stolperstein für Fritz Neuberger                                                 | |
| Arndtstraße 37 ·                                   | Hedwig Neuberger | Hedwig Neuberger, geb. Levison geb. 14.3.1895 Deportiert 1942 KZ Lublin tod unbekannt | 17. Mai 2018      | Stolperstein für Hedwig Neuberger                                                | |
| Arndtstraße 37 ·                                   | Johann Neuberger | Johann Neuberger geb. 30.6.1922 Flucht 1939 England 1940 USA | 17. Mai 2018      | Stolperstein für Johann Ludwig Neuberger                                         | |
| Westendstraße 62 ·                                 | Hedwig Ehrlich | Hedwig Ehrlich, geb. Pinkus geb. 30.6.1864 Flucht 1939 Schweiz, 1941 USA | 17. Mai 2018      | Stolperstein für Hedwig Ehrlich                                                  | |
| Savignystraße 12/14 ·                              | Alfred Moser | Alfred Moser geb. 30.9.1897 Flucht Aug. 1938 Holland Internierung Westerbork Deportiert KZ Bergen-Belsen Internierungslager Biberach/Riss Befreit | 17. Mai 2018      | Stolperst savignystr 12-14 moser alfred                                          | |
| Savignystraße 12/14 ·                              | Ruth Moser | Ruth Moser geb. 15.10.23 Flucht Aug. 1938 Holland Internierung Westerbork Deportiert KZ Bergen-Belsen Internierungslager Biberach/Riss Befreit | 17. Mai 2018      | Stolperst savignystr 12-14 moser ruth                                            | |
| Parkstraße 15 ·                                    | Hedwig Joseph | Hedwig Joseph geb. Reifenberg geb. 18.2.1864 Einweisung 4.7.1942 Jacoby’sche Anstalt Bendorf-Sayn Deportiert 27.7.1942 Theresienstadt Tod unbekannt | 17. Mai 2018      | Stolperstein für Hedwig Joseph                                                   | |
| Parkstraße 15 ·                                    | Arthur Joseph | Arthur Joseph geb. 22.10.1892 Haft. 9.11.-27.11.1938 Buchenwald Flucht Jan. 1940 England Tod 18.11.1940 Luftangriff | 17. Mai 2018      | Stolperstein für Arthur Joseph                                                   | |
| Parkstraße 15 ·                                    | Lucie Joseph | Lucie Joseph geb. 6.5.1897 Deportiert 11.6.1942 Majdanek Tod unbekannt | 17. Mai 2018      | Stolperstein für Lucie Joseph                                                    | |
| Hansaallee 32 ·                                    | Ruth Cohnstädt | Ruth Cohnstädt geb. 17.6.1912 Tod 12.11.1934 | 17. Mai 2018      |                                                                                  | |
| Hansaallee 7 ·                                     | Wilhelm Cohnstädt | Wilhelm Cohnstädt geb. 9.11.1880 Flucht 1933 USA Suizid 3.10.1937 | 17. Mai 2018      |                                                                                  | |
| Eppsteiner Straße 35 ·                             | Berta Schönhof | Berta Schönhof, geb. Östreicher geb. 8.12.1869 Deportiert 18.8.1942 Theresienstadt Tod 21.9.1942 | 17. Mai 2018      | Stolperstein für Berta Schönhof                                                  | |
| Kronberger Straße 6 ·                              | Rosa Allerhand | Rosa Allerhand, geb. Jenner geb. 19.10.1870 Deportiert 18.8.1942 Theresienstadt 23.9.1942 Treblinka Tod unbekannt | 17. Mai 2018      | Stolperstein für Rosa Allerhand                                                  | |
| Eschersheimer Landstraße 69 ·                      | Julius Dreifuss | Julius Dreifuss geb. 29.5.1870 Flucht 1940 Luxemburg Deportiert 30.7.1942 Theresienstadt Tod 1.12.1942 | 17. Mai 2018      |                                                                                  | |
| Eschersheimer Landstraße 69 ·                      | Anna Dreifuss | Anna Dreifuss geb. Kaan geb. 13.4.1883 Flucht 1940 Luxemburg Deportiert 30.7.1942 Theresienstadt 29.2.1943 Auschwitz Tod unbekannt | 17. Mai 2018      |                                                                                  | |
| Eschersheimer Landstraße 69 ·                      | Dolf (Adolf) Dreifuss | Adolf Dreifuss geb. 29.6.1906 Haft: 1938 Dachau Flucht 1939 England / Holland Internierung 1.8.1943 Westerbork Deportiert 30.7.1942 Bergen-Belsen 29.2.1943 Auschwitz Tod unbekannt | 17. Mai 2018      |                                                                                  | |
| Eschersheimer Landstraße 69 ·                      | Hedwig Dreifuss | Hedwig Dreifuss geb. 5.8.1905 Flucht 1939 England / Holland Internierung 1.8.1943 Westerbork Deportiert 30.7.1942 Bergen-Belsen 29.2.1943 Auschwitz Tod unbekannt | 17. Mai 2018      |                                                                                  | |
| Gärtnerweg 2 ·                                     | Ida Fürst | Ida Fürst geb. Wertheimer geb. 15.9.1891 Deportiert 19.10.1941 Lodz Tod unbekannt | 17. Mai 2018      |                                                                                  | |
| Gärtnerweg 2 ·                                     | Sally Fürst | Sally Fürst geb. 17.11.1875 Deportiert 19.10.1941 Lodz Tod unbekannt | 17. Mai 2018      |                                                                                  | |
| Gärtnerweg 2 ·                                     | Lily Fürst | Lily Goldschmidt geb. 26.6.1925 Flucht Schweden 1939 Kindertransport | 17. Mai 2018      |                                                                                  | |
| Beethovenstraße 60 ·                               | Lilly Goldschmidt | Lilly Goldschmidt, geb. Rothschild geb. 15.3.1892 Flucht Holland Deportiert Westerbork/Theresienstadt befreit | 13. Nov. 2017     |                                                                                  | |
| Beethovenstraße 60 ·                               | Adolf (Aron) Goldschmidt | Adolf (Aron) Goldschmidt geb. 22.2.1878 Suizid 7.11.1936 | 13. Nov. 2017     |                                                                                  | |
| Beethovenstraße 60 ·                               | Lotte Goldschmidt | Lotte Goldschmidt geb. 29.3.1920 Flucht USA 1934 | 13. Nov. 2017     |                                                                                  | |
| Beethovenstraße 60 ·                               | Hans Goldschmidt | Hans Goldschmidt geb. 17.12.1913 Flucht England 1939; USA 1940 | 13. Nov. 2017     |                                                                                  | |
| Liebigstraße 3 ·                                   | Adolf Maas | Adolf Maas geb.1.11.1893 Flucht 1937 Holland Deportiert 5.8.1942 Westerbork, 10.8.1942 Auschwitz tod 21.8.1942 | 13. Nov. 2017     | Maas Adolf                                                                       | |
| Im Sachsenlager 20 ·                               | Henny Doernberg | Henny Doernberg geb. Goldmann geb. 23.01.1891 Deportiert 1942 Ermordet in Majdanek | 23. Juni 2017     | Stolperstein Im Sachsenlager 20 Henny Doernberg                                  | |
| Im Sachsenlager 20 ·                               | Siegfried Doernberg | Siegfried Doernberg geb. 22.10.1878 Deportiert 1942 Gedemütigt und entrechtet Flucht in den Tod 24.5.1942 | 23. Juni 2017     | Stolperstein Im Sachsenlager 20 Siegfried Doernberg                              | |
| Im Sachsenlager 20 ·                               | Edith Doernberg | Edith Doernberg geb. 13.05.1920 Deportiert 1942 Ermordet Raasiku | 23. Juni 2017     | Stolperstein Im Sachsenlager 20 Edith Doernberg                                  | |
| Lindenstraße 39 ·                                  | Arthur Bloch | Arthur Bloch geb. 02.07.1880 Flucht 1938 Belgien Verhaftet 13.7.1943 Malines Ermordet 14.7.1943 | 23. Juni 2017     | Stolperstein Lindenstraße 39 Arthur Bloch                                        | |
| Lindenstraße 39 ·                                  | Peter Bloch | Peter Bloch geb. 1921 Flucht 1938 Belgien 1942 Schweiz | 23. Juni 2017     | Stolperstein Lindenstraße 39 Peter Bloch                                         | siehe auch Wiki Artikel |
| Lindenstraße 39 ·                                  | Else Bloch | Else Bloch geb. Israel geb. 1891 Flucht 1939 Belgien versteckt überlebt | 23. Juni 2017     | Stolperstein Lindenstraße 39 Else Bloch                                          | |
| Mendelssohnstraße 56 ·                             | Julius Stern | Julius Stern geb. 13.11.1872 Deportiert 1942 Ermordet in Theresienstadt 19.2.1944 | 23. Juni 2017     |                                                                                  | |
| Mendelssohnstraße 56 ·                             | Alice Stern | Alice Stern geb. Elikann geb. 30.05.1883 Deportiert 1942 Ermordet in Theresienstadt 20.12.1942 | 23. Juni 2017     |                                                                                  | |
| Mendelssohnstraße 56 ·                             | Ruth Stern | Ruth Stern geb. 01.02.1920 Flucht 1938 USA | 23. Juni 2017     |                                                                                  | |
| Palmengartenstraße 9 ·                             | Hermine Sichel | Hermine Sichel geb. Schwabacher geb. 18.04.1858 Flucht 1939 Holland Inhaftiert 1943 Westerbork Tot 15.3.1943 | 23. Juni 2017     | Sichel Hermine                                                                   | |
| Palmengartenstraße 9 ·                             | Sophie Stavenhagen | Sophie Stavenhagen geb. Sichel geb. 20.11.1876 Flucht 1939 Holland Inhaftiert 1943 Westerbork Deportiert 1943 Sobibor ermordet 26.3.1943 | 23. Juni 2017     | Stavenhagen Sophie                                                               | |
| Reuterweg 91 ·                                     | Ludwig Isenburger | Ludwig Isenburger geb. 14.12.1885 Haft 1937 wegen 175 1938 „Schutzhaft“ Buchenwald 1939 Flucht Brasilien | 23. Juni 2017     | Isenburger Ludwig                                                                | |
| Reuterweg 91 ·                                     | Bella Isenburger | Bella Isenburger geb. Goldberg geb. 31.01.1897 1939 Flucht Brasilien | 23. Juni 2017     | Isenburger Bella                                                                 | |
| Siesmayerstraße 8 ·                                | Otto Rothschild | Otto Rothschild geb. 21.10.1872 gedemütigt / entrechtet Flucht in den Tod 9.12.1940 | 23. Juni 2017     |                                                                                  | |
| Siesmayerstraße 8 ·                                | Johanna Rothschild | Johanna Rothschild geb. Lachmann geb. 30.01.1885 gedemütigt / entrechtet Flucht in den Tod 9.12.1940 | 23. Juni 2017     |                                                                                  | |
| Niedenau 53 ·                                      | Robert Ettling | Robert Ettling geb. 08.03.1874 deportiert 1942 Theresienstadt 9.12.1940 | 23. Juni 2017     | Stolperstein Niedenau 53 Robert Ettling                                          | |
| Niedenau 53 ·                                      | Maria Ettling | Maria Ettling geb. 01.07.1878 deportiert 1942 Sobibor ermordet | 23. Juni 2017     | Stolperstein Niedenau 53 Maria Ettling                                           | |
| Auf der Körnerwiese 9 ·                            | Alice Nachmann | Alice Nachmann geb. 1903 Verhaftet 1939 KZ Ravensbrück Flucht 1941 Jugoslawien Verhaftet 1942 KZ Jasenovac ermordet 1942 | 20. Mai 2016      |                                                                                  | |
| Auf der Körnerwiese 9 ·                            | Frieda Nachmann | Frieda Nachmann geb. Holländer geb. 1880 Verhaftet 1939 KZ Ravensbrück Flucht 1941 Jugoslawien Verhaftet 1942 KZ Jasenovac ermordet 1942 | 20. Mai 2016      |                                                                                  | |
| Auf der Körnerwiese 9 ·                            | Anna Adler | Anna Adler geb. 1892 Verhaftet 1939 KZ Ravensbrück Flucht 1941 Jugoslawien Verhaftet 1942 KZ Jasenovac ermordet 1942 | 20. Mai 2016      |                                                                                  | |
| Wolfsgangstraße 81 ·                               | Vera Goldmann | Vera Goldmann geb. 19.11.1920 Deportiert Auschwitz tot 06.07.1943 | 20. Mai 2016      |                                                                                  | Die Mutter von Trudl und Vera, Irma Goldmann, geborene Reiss (geboren am 23. Oktober 1895 in Frankfurt a. M.), beging Suizid am 16. Mai 1941 in ihrer Wohnung in der Hanauer Landstr. 17 in Frankfurt am Main. |
| Wolfsgangstraße 81 ·                               | Trude Goldmann | Trudl Goldmann geb. 11.11.1924 Flucht Rumänien | 20. Mai 2016      |                                                                                  | |
| Bockenheimer Landstraße 79 ·                       | Rosa Lorenz | Rosa Lorenz geb. Stern geb. 28.03.1875 gedemütigt / entrechtet Flucht in den Tod 12.06.1939 | 20. Mai 2016      |                                                                                  | |
| Palmengartenstraße 3 ·                             | Marie Schättle | Marie Schättle geb. Steinbach geb. 09.11.1883 Zeugin Jehovas verhaftet 1937 Gefängnis Frankfurt Moringen, Lichtenburg Ravensbrück befreit | 20. Mai 2016      |                                                                                  | |
| Fürstenbergerstraße 166 ·                          | Moritz Werner | Moritz Werner geb. 2.3.1873 Flucht 1938 USA verstorben 09.12.1939 | 20. Mai 2016      | Stolperstein Fürstenbergstraße 166 Moritz Werner                                 | |
| Emser Brücke (Emserstraße 16) ·                    | Ernst Muth | Ernst Muth geb. 4.6.1897 Verhaftet März 1939 ermordet 17.06.1939 | 20. Mai 2016      | Stolperstein Emser Brücke Ernst Muth                                             | |
| Emser Brücke (Emserstraße 16) ·                    | Anna Muth | Anna Muth geb. 18.08.1899 Verhaftet März 1939 ermordet 01.09.1942 | 20. Mai 2016      | Stolperstein Emser Brücke Anna Muth                                              | |
| Westendstraße 98 ·                                 | Leo Koref | Leo Koref geb. 30.1.1876 deportiert 1942 KZ Theresienstadt ermordet 17.10.1942 | 20. Mai 2016      | Stolperstein Westendstraße 98 Leo Koref                                          | |
| Westendstraße 98 ·                                 | Recha Koref | Recha Koref geb. 14.4.1854 deportiert 1942 KZ Theresienstadt ermordet 01.09.1942 | 20. Mai 2016      | Stolperstein Westendstraße 98 Recha Koref                                        | |
| Fellnerstraße 7 ·                                  | Marcus Marcus | Marcus Marcus geb. 12.07.1859 deportiert Region Lodz ermordet 19.10.1941 | 21. Mai 2016      | Stolperstein Fellnerstraße 5-7 Marcus Marcus                                     | die Stolpersteine der ersten Reihe lagen bei der Erstverlegung in der Reihenfolge Simon, Marcus, Michaelis; jetzt liegen sie in der Reihenfolge Michaelis, Simon, Marcus                                       |
| Fellnerstraße 7 ·                                  | Bertha Marcus | Bertha Marcus geb. 21.07.1861 deportiert Region Lodz ermordet 19.10.1941 | 21. Mai 2016      | Stolperstein Fellnerstr 5-7 Bertha Marcus                                        | |
| Fellnerstraße 7 ·                                  | Michaelis Marcus | Michaelis Marcus geb. 28.06.1891 deportiert Region Lodz ermordet 19.10.1941 | 21. Mai 2016      | Stolperstein Fellnerstr 5-7 Michaelis Marcus                                     | |
| Fellnerstraße 7 ·                                  | Simon Marcus | Simon Marcus geb. 24.12.1885 deportiert Region Lodz ermordet 19.10.1941 | 21. Mai 2016      | Stolperstein Fellnerstraße 5-7 Simon Marcus                                      | |
| Fellnerstraße 7 ·                                  | Ernestine Marcus | Ernestine Marcus geb. 28.12.1893 deportiert Region Lodz ermordet 19.10.1941 | 21. Mai 2016      | Stolperstein Fellnerstraße 5-7 Ernestine Marcus                                  | |
| Fellnerstraße 5 ·                                  | Simon Marcus | Simon Marcus geb. 23.01.1907 deportiert Region Lodz ermordet 19.10.1941 | 20. Mai 2016      |                                                                                  | |
| Fellnerstraße 5 ·                                  | Tochter von Marcus | Tochter von Marcus geb. 23.01.1907 Flucht USA | 20. Mai 2016      |                                                                                  | |
| Bockenheimer Landstraße 69 ·                       | Hans Berthold Gräf | Hans Berthold Gräf Jg. 1919 verhaftet 1940 Gefängnis Frankfurt 1941 Mauthausen befreit | 20. Mai 2016      |                                                                                  | |
| Bockenheimer Landstraße 69 ·                       | Dora Gräf | Dora Gräf geb. Marx Jg. 1889 Verhaftet 1941 Ravensbrück 'verlegt' 5.3.1942 Bernburg ermordet 5.3.1942 | 20. Mai 2016      |                                                                                  | |
| Eschersheimer Landstraße 35 ·                      | Alfred Marx | Alfred Marx geb. 29.3.1880 deportiert 1942 KZ Theresienstadt / Auschwitz ermordet | 20. Mai 2016      | Stumbling Stone Alfred Marx                                                      | |
| Eschersheimer Landstraße 35 ·                      | Irmgard Marx | Irmgard Marx geb. Wertheim geb. 16.05.1892 deportiert 1942 KZ Theresienstadt / Auschwitz ermordet | 20. Mai 2016      | Stumbling Stone Irmgard Marx                                                     | |
| Eschersheimer Landstraße 35 ·                      | Irene Marx | Irene Marx geb. 1919 Flucht 1936 England | 20. Mai 2016      | Stumbling Stone Irene Marx                                                       | |
| Corneliusstraße 9 ·                                | Anna Hoffa | Anna Hoffa geb. 30.5.1876 ? ermordet 1.12.1941 | 20. Mai 2016      | Stolperstein Corneliusstraße 9 Anna Hoffa                                        | |
| Reuterweg 63 ·                                     | Sophie Ehrenfeld | Sophie Ehrenfeld geb. 9.1.1872 deportiert 1942 KZ Theresienstadt / Auschwitz tod | 20. Mai 2016      | Stolperstein Reuterweg 63 Sophie Ehrenfeld                                       | |
| Elsheimerstraße 11 ·                               | Hedwig Knoblauch | Hedwig Knoblauch geb. 25.8.1878 Haft 22.3.1943 1943 Auschwitz | 19. Okt. 2015     | Stolperstein Elsheimerstraße 11 Hedwig Knoblauch                                 | |
| Oberlindau 11 ·                                    | Ludwig Klein | Ludwig Klein geb. 1.4.1885 Flucht 1936 Paris Flucht 1937 New York verstorben 17.3.1938 | 18. Mai 2015      | Stolperstein Oberlindau 11 Klein Ludwig                                          | |
| Gärtnerweg 12 ·                                    | Carl Emanuel | Carl Emanuel geb. 21.9.1874 deportiert 19.8.1943 Haft Hammelgasse ermordet 14.10.1943 | 18. Mai 2015      |                                                                                  | |
| Oberlindau 83 ·                                    | Elli Floersheimer geb. Markus | Elli Floersheimer geb. Markus geb. 22.6.1909 Flucht 13.2.1936 Holland deportiert 19.7.1942 Westerbork 25.2.1944 Theresienstadt ermordet | 18. Mai 2015      | Stolperstein Oberlindau 83 Elli Floersheimer                                     | |
| Oberlindau 83 ·                                    | Jakob Floersheimer | Jakob Floersheimer geb. 31.7.1906 Flucht 13.2.1936 Holland deportiert Westerbork 25.2.1944 Theresienstadt ermordet | 18. Mai 2015      | Stolperstein Oberlindau 83 Jakob Floersheimer                                    | |
| Westendstraße 88 ·                                 | Bernhard Rosenberg | Bernhard Rosenberg geb. 22.11.1872 deportiert 1.9.1942 Theresienstadt 29.9.1942 Treblinka ermordet | 17. Mai 2015      | Stolperstein Westendstraße 88 Bernhard Rosenberg                                 | |
| Westendstraße 88 ·                                 | Hedwig Rosenberg geb. Speyer | Hedwig Rosenberg geb. Speyer geb. 20.8.1874 deportiert 1.9.1942 Theresienstadt 29.9.1942 Treblinka ermordet | 17. Mai 2015      | Stolperstein Westendstraße 88 Hedwig Rosenberg                                   | |
| Westendstraße 88 ·                                 | Julius Speyer | Julius Speyer geb. 17.6.1872 deportiert 1.9.1942 Theresienstadt ermordet 28.11.1942 | 17. Mai 2015      | Stolperstein Westendstraße 88 Julius Speyer                                      | |
| Bockenheimer Landstraße 83 ·                       | Else Alken | Else Alken geb. Mamroth geb. 14.5.1877 deportiert am 1.9.1942 nach Theresienstadt ermordet 24.12.1942 | 18. Mai 2015      | Stolperstein Else Alken                                                          | siehe auch Wiki Artikel |
| Kettenhofweg 73 ·                                  | Alfred Steinhardt | Alfred Steinhardt geb. 12.6.1877 deportiert am 22.11.1941 nach Kaunas ermordet 25.11.1941 | 16. Mai 2015      | Stolperstein Kettenhofweg 73 Alfred Steinhardt                                   | |
| Kettenhofweg 73 ·                                  | Luise Steinhardt geb. Mark | Luise Steinhardt geb. 4.3.1881 deportiert am 22.11.1941 nach Kaunas ermordet 25.11.1941 | 16. Mai 2015      | Stolperstein Kettenhofweg 73 Luise Steinhardt                                    | |
| Gervinusstraße 22 ·                                | Alfred Adler | Alfred Adler geb. 14.6.1897 deportiert 1938 Buchenwald emigriert April 1939 England | 20. Juni 2013     | Stolperstein Gervinusstraße 22 Alfred Adler                                      | |
| Gervinusstraße 22 ·                                | Adelheid Adler | Adelheid Adler geb. Gollisch geb 16.8.1901 deportiert 1942 Sobibor unbekannt | 12. Mai 2012      | Stolperstein Gervinusstraße 22 Adelheid Margarete Adler                          | |
| Reuterweg 57 ·                                     | Wilhelm Hanauer | Wilhelm Hanauer geb. 21.7.1866 Kuranstadt Dr. Jakoby in Bendorf-Sayn ermordet 14.6.1940 | 16. Mai 2015      | Stolperstein Reuterweg 57 Dr. Wilhelm Hanauer                                    | Siehe auch Wiki Artikel |
| Im Trutz 24 ·                                      | Paul Schurr | Paul Schurr geb. 27.6.1907 tod 27.2.1941 Volksgerichtshof | 16. Mai 2015      | Stolperstein Im Trutz 24 Paul Schurr                                             | |
| Kettenhofweg 125 ·                                 | Johanna Adler | Johanna Adler geb. Nathan geb. 17.6.1868 deportiert 1942 Theresienstadt deportiert 1943 Treblinka ermordet 26.9.1942 | 13. Mai 2012      | Stolpersteine Kettenhofweg 125 Adler, Johanna                                    | |
| Liebigstraße 27c ·                                 | Ludwig Ascher | Ludwig Ascher geb. 26.12.1865 deportiert 19.10.1941 Łódź ermordet 24.5.1942 | 19. Oktober 2006  | Stolperstein Liebigstraße 27c Ludwig Ascher                                      | Siehe auch Wiki Artikel |
| Westendstraße 92 ·                                 | Henriette Rosental geb. Hirschberg | Henriette Rosental geb. 12.9.1873 deportiert 1.9.1942 Theresienstadt ermordet 20.12.1942 | 16. Mai 2015      | Stolperstein Westendstraße 92 Rosenthal Henriette                                | |
| Westendstraße 92 ·                                 | Karl Herxheimer | Karl Herxheimer geb. 26.6.1861 deportiert 1.9.1942 nach Theresienstadt ermordet 6.12.1942 | 20. Juni 2013     | Stolperstein Westendstraße 92 Karl Herxheimer                                    | Siehe auch Wiki Artikel |
| Wiesenau 53 ·                                      | Ella Bauer | Ella Bauer geb. 12.1.1881 deportiert 19.10.1941 Łódź ermordet | 25. April 2008    | Stolperstein Wiesenau 53 Ella Bauer                                              | |
| Wiesenau 53 ·                                      | Fanny Hertz | Fanny Hertz geb. 1.5.1866 deportiert 1.9.1942 nach Theresienstadt ermordet 12.12.1943 | 25. April 2008    | Stolperstein Wiesenau 53 Fanny Hertz                                             | |
| Wiesenau 53 ·                                      | Helene Hertz | Helene Hertz geb. 23.3.1865 deportiert 18.8.1942 nach Theresienstadt ermordet 8.2.1943 | 25. April 2008    | Stolperstein Wiesenau 53 Helene Hertz                                            | |
| Eschersheimer Landstraße 267 ·                     | Hans Erl | Hans Erl geb. 8.10.1882 deportiert am 10.5.1942 nach Sobibor ermordet | 4. Juni 2011      | Stolperstein Eschenheimer Landstr. 267, Erl Hans                                 | Siehe auch Wiki Artikel |
| Eschersheimer Landstraße 267 ·                     | Sofie Erl geb. Levi | Sofie Erl geb. Levi geb. 14.11.1883 deportiert am 10.5.1942 nach Sobibor ermordet | 4. Juni 2011      | Stolperstein Eschenheimer Landstr. 267, Erl Sofie                                | |
| Reuterweg 73 ·                                     | Julie Baum | Julie Baum geb. Geiger geb. 3.11.1883 deportiert 19.10.1941 Łódź ermordet 4.5.1942 | 4. Juni 2011      | Stolperstein Reuterweg73 Julie Braun                                             | |
| Reuterweg 73 ·                                     | Norbert Nathan Baum | Norbert Nathan Baum JG. 1881 deportiert 19.10.1941 Łódź 22.2.1942 | 4. Juni 2011      | Stolperstein Reuterweg73 Norbert Nathan Baum                                     | |
| Reuterweg 73 ·                                     | Minna Steigerwald | Minna Steigerwald geb. 10.9.1873 deportiert ? KZ Theresienstadt ermordet 15.6.1943 | 21. Juni 2014     | Stolpersteine Reuterweg 73                                                       | |
| Böhmerstraße 62 ·                                  | Johanna von Beauvais | Johanna von Beauvais geb. Seligmann geb. 1.1.1897 deportiert 26.4.1943 Auschwitz ermordet 28.06.1943 | 20. Juni 2013     | Stolperstein Böhmerstraße 62                                                     | |
| Grüneburgweg 150 ·                                 | Lilli Beran | Lilli Beran geb. Marx geb. 18.12.1877 Suizid 7.5.1945 | 17. Februar 2009  | Stolperstein Grüneburgweg 150 Lilli Beran                                        | |
| Grüneburgweg 150 ·                                 | Chlotilde Marx | Chlotilde Marx geb. Lichtenstein geb. 29.1.1856 Suizid 7.5.1942 | 17. Februar 2009  | Stolperstein Grüneburgweg 150 Clotilde Marx                                      | |
| Mainzer Landstraße 36 ·                            | Hermann Bienes | Hermann Bienes geb. 24.04.1891 Flucht 1935 Belgien Auslieferung 1940 deportiert 1942 Drancy deportiert 2.9.1942 Auschwitz tot 1.9.1942 | 21. Juni 2013     |                                                                                  | |
| Mainzer Landstraße 36 ·                            | Johanna Bienes | Johanna Bienes geb. Nass geb. 21.09.1859 Flucht 1939 Amsterdam deportiert 29.9.1943 Westerbork deportiert 15.2.1944 Sobibor ermordet 23.4.1942 | 21. Juni 2013     |                                                                                  | |
| Mainzer Landstraße 36 ·                            | Alice Grosser | Alice Grosser geb. Bienes geb. 17.3.1888 Flucht 1939 Amsterdam deportiert 29.9.1943 Westerbork deportiert 15.2.1944 Sobibor ermordet 23.4.1942 | 21. Juni 2013     |                                                                                  | |
| Mainzer Landstraße 36 ·                            | Edmund Mansbach | Edmund Mansbach geb. 25.9.1886 1949 nach Zuchthaus Waldheim 9.3.1940 KZ Sachsenhausen ermordet 21.3.1940 | 21. Juni 2013     |                                                                                  | |
| Mainzer Landstraße 36 ·                            | Hedwig Hausmann | Hedwig Hausmann geb. 9.12.1882 deportiert nach Theresienstadt ermordet 18.11.1942 | 21. Juni 2013     |                                                                                  | |
| Kronberger Straße 28 ·                             | Anna Bing | Anna Bing geb. Katz geb. 8.3.1873 deportiert 18.8.1942 Theresienstadt ermordet 20.8.1942 | 13. Mai 2012      | Stolperstein Kronberger 28 Bing Anna Johanna                                     | |
| Kronberger Straße 28 ·                             | Hedwig Kohn | Hedwig Kohn geb. Hamburger geb. 24.5.1885 von Wien 15.2.1941 nach Opole ermordet | 13. März 2012     | Stolperstein Kronberger 28 Kohn Hedwig                                           | |
| Niedenau 43 ·                                      | Helga Bing | Helga Bing geb. 30.8.1926 deportiert 10.10.1941 Łódź ermordet 17.12.1942 | 13.05.2012        | Stolperstein Niedenau 43 Helga Bing                                              | |
| Niedenau 43 ·                                      | Rosa Bing | Rosa Bing geb. Dach geb. 28.2.1889 deportiert 10.10.1941 Łódź ermordet 31.7.1942 | 19. Oktober 2006  | Stolperstein Niedenau 43 Rosa Bing                                               | |
| Niedenau 43 ·                                      | Siegfried Bing | Siegfried Bing geb. 8.3.1886 deportiert 10.10.1941 Łódź ermordet 18.6.1942 | 19. Oktober 2006  | Stolperstein Niedenau 43 Siegfried Bing                                          | |
| Niedenau 43 ·                                      | Betty Wagner | Betty Wagner geb. Boehm geb. 1.4.1886 deportiert 19.10.1941 Łódź ermordet 31.10.1942 | 19. Oktober 2006  | Stolperstein Niedenau 43 Betty Wagner                                            | |
| Niedenau 43 ·                                      | Albert Wagner | Albert Wagner geb. 24.0.1881 deportiert 19.10.1941 Łódź ermordet 31.10.1942 | 19. Oktober 2006  | Stolperstein Niedenau 43 Albert Wagner                                           | |
| Wöhlerstraße 4 ·                                   | Elisabeth Binswanger | Elisabeth Binswanger geb. Loewenthal geb. 20.6.1891 deportiert 10.10.1941 Łódź ermordet | 4. Juni 2011      | Stolperstein Wöhlerstraße 4 Elisabeth Binswanger                                 | |
| Wöhlerstraße 4 ·                                   | Ernst Binswanger | Ernst Binswanger geb. 16.8.1925 deportiert 1943 Auschwitz ermordet 4.2.1944 | 4. Juni 2011      | Stolperstein Wöhlerstraße 4 Ernst Binswanger                                     | |
| Wöhlerstraße 4 ·                                   | Fritz Binswanger | Fritz Binswanger geb. 27.6.1894 Suizid 9.12.1936 | 4. Juni 2011      | Stolperstein Wöhlerstraße 4 Fritz Binswanger                                     | |
| Oberlindau 108 ·                                   | Ida Blaut | Ida Blaut geb. 11.9.1869 deportiert 15.9.1942 Theresienstadt ermordet 20.9.1942 | 8. Mai 2010       | Stolperstein Oberlindau 108 Ida Blaut                                            | |
| Oberlindau 108 ·                                   | Moses Blaut | Moses Blaut geb. 31.10.1863 deportiert 15.9.1942 Theresienstadt ermordet 10.10.1942 | 8. Mai 2010       | Stolperstein Oberlindau 108 Moses Blaut                                          | |
| Oberlindau 108 ·                                   | Josef Stern | Josef Stern geb. 2.10.1870 deportiert 15.9.1942 Theresienstadt ermordet 26.9.1942 | 08. Mai 2010      | Stolperstein Oberlindau 108 Josef Stern                                          | |
| Beethovenstraße 11 ·                               | Alice Bloch | Alice Bloch geb. Simon geb. 29.5.1874 deportiert 19.10.1941 Łódź ermordet | 5. März 2007      | Stolperstein Beethovenstraße 11 Alice Bloch                                      | |
| Beethovenstraße 11 ·                               | Louis Bloch | Louis Bloch geb. 29.9.1857 deportiert 19.10.1941 Łódź ermordet 8.11.1941 | 5. März 2007      | Stolperstein Beethovenstraße 11 Louis Bloch                                      | |
| Altkönigstraße 13 ·                                | Marthilde Bloch | Marthilde Bloch geb. Groedel geb. 28.4.1876 deportiert 1.9.1942 Theresienstadt und Treblinka ermordet | 6. November 2007  | Stolperstein Altkönigstraße 13 Mathilde Bloch                                    | |
| Altkönigstraße 13 ·                                | Sigmund Bloch | Sigmund Bloch geb. 3.7.1867 deportiert 1.9.1942 Theresienstadt und Treblinka ermordet13.9.1942 | 6. November 2007  | Stolperstein Altkönigstraße 13 Sigmund Bloch                                     | |
| Altkönigstraße 13 ·                                | Helene Bohn | Helene Bohn geb. Collin geb. 4.3.1891 deportiert April 1943 Auschwitz ermordet 22.7.1943 | 6. November 2007  | Stolperstein Altkönigstraße 13 Helene Bohn                                       | |
| Savignystraße 55 ·                                 | Johann Bolzt | Johann Bolzt geb. 19.9.1893 verhaftet 28.5.1940 verurteilt §175 Zuchthaus Ludwigsburg deportiert 10.7.1941 Dachau ermordet 4.3.1942 | 5. November 2007  | Stolperstein für Johann Boltz                                                    | |
| Eschersheimer Landstraße 79 ·                      | Olga Breitenfeld | Olga Breitenfeld geb. Sgalitzer geb. 26.4.1885 deportiert 1.9.1942 Theresienstadt ermordet 8.10.1942 | 13. Mai 2012      | Stolperstein Eschersheimer Landstraße 79 Olga Breitenfeld                        | |
| Eschersheimer Landstraße 79 ·                      | Richard Breitenfeld | Richard Breitenfeld geb. 13.10.1869 deportiert 1.9.1942 Theresienstadt ermordet 16.12.1942 | 13. Mai 2012      | Stolperstein Eschersheimer Landstraße 79 Richard Breitenfeld                     | |
| Friedrichstraße 19 ·                               | Alfred Breslau | Alfred Breslau geb. 15.6.1876 deportiert 10.9.1941 Łódź ermordet 4.4.1942 | 19. Oktober 2006  | Stolperstein Friedrichstraße 19 Siegfried Breslau                                | |
| Friedrichstraße 19 ·                               | Martha Breslau | Martha Breslau geb. Schwerin geb. 14.01.1893 deportiert 10.9.1941 Łódź ermordet | 19. Oktober 2006  | Stolperstein Friedrichstraße 19 Martha Breslau                                   | |
| Friedrichstraße 19 ·                               | Walter Breslau | Walter Breslau geb. 20.10.1924 deportiert 10.9.1941 Łódź ermordet | 19. Oktober 2006  | Stolperstein Friedrichstraße 19 Walter Breslau                                   | |
| Eschersheimer Landstraße 107 ·                     | Lina Butterweck | Lina Butterweck geb. 30.11.1913 deportiert Hadamar ermordet 12.6.1941 | 9. Mai 2010       | Stolperstein Eschersheimer Landstraße 107 Lina Butterweck                        | |
| Eppsteiner Straße 5 ·                              | Leopold Cahn | Leopold Cahn geb. 12.11.1878 deportiert 8.1.1944 Theresienstadt ermordet 1.4.1944 | 25. April 2008    | Stolperstein Eppsteiner Straße 5 Leopold Cahn                                    | |
| Eppsteiner Straße 5 ·                              | Elsa Gross | Elsa Gross geb. Mayer geb. 6.7.1895 deportiert 19.10.1941 Łódź ermordet 14.1.1942 | 25. April 2008    | Stolperstein Eppsteiner Straße 5 Elsa Gross                                      | |
| Eppsteiner Straße 5 ·                              | Paul Gross | Paul Gross geb. 1.10.1883 deportiert 19.10.1941 Łódź ermordet 13.8.1942 | 25. April 2008    | Stolperstein Eppsteiner Straße 5 Paul Gross                                      | |
| Eppsteiner Straße 5 ·                              | Blanka Hirsch | Blanka Hirsch geb. Bachrach geb. 22.12.1893 deportiert 24.9.1942 nach Raasiku ermordet | 25. April 2008    | Stolperstein Eppsteiner Straße 5 Blanka Hirsch                                   | |
| Eppsteiner Straße 5 ·                              | Julius Hirsch | Julius Hirsch geb. 18.3.1888 deportiert 1938 und 1942 nach Dachau ermordet 16.10.1942 | 25. April 2008    | Stolperstein Eppsteiner Straße 5 Julius Hirsch                                   | |
| Eppsteiner Straße 5 ·                              | Auguste Strauss | Auguste Strauss, geb. Marcus geb. 8.10.1873 deportiert 22.11.1941 Kaunas ermordet 25.11.1941 | 25. April 2008    | Stolperstein Eppsteiner Straße 5 Auguste Strauss                                 | |
| Eppsteiner Straße 5 ·                              | Gottlieb Rosenfeld | Gottlieb Rosenfeld geb. 9.5.1869 deportiert 1.9.1942 nach Theresienstadt ermordet 25.1.1943 | 25. April 2008    | Stolperstein Eppsteiner Straße 5 Gottlieb Rosenfeld                              | |
| Gärtnerweg 47 ·                                    | Adele Edelmuth | Adele Edelmuth geb. Mayer geb. 10.8.1867 deportiert 18.8.1942 Theresienstadt und Trostenec ermordet | 27. Mai 2010      | Stolpersteine Gärtnerweg 47 Adele Edelmuth                                       | |
| Gärtnerweg 51 ·                                    | Friedrich Edinger | Friedrich Edinger geb. 2.3.1888 deportiert von Bendorf-Sayn 15.6.1942 nach Sobibor ermordet | 12. Mai 2012      | Stolpersteine Gärtnerweg 51 Fritz Edinger                                        | siehe auch Wiki Artikel |
| Oberlindau 65 ·                                    | Ilse Eisenstein | Ilse Eisenstein geb. Müller geb. 14.9.1895 deportiert 24.9.1942 nach Estland ermordet | 5. März 2007      | Stolperstein Oberlindau 65 Ilse Eisenstein                                       | |
| Oberlindau 65 ·                                    | Inge Eisenstein | Inge Eisenstein geb. 24.1.1930 deportiert 24.9.1942 nach Estland ermordet | 5. März 2007      | Stolperstein Oberlindau 65 Inge Eisenstein                                       | |
| Oberlindau 65 ·                                    | Ruth Eisenstein | Ruth Eisenstein geb. 6.3.1928 deportiert 24.9.1942 nach Estland ermordet | 5. März 2007      | Stolperstein Oberlindau 65 Ruth Eisenstein                                       | |
| Friedrichstraße 58 ·                               | Irma Elsass | Irma Elsass geb. 25.8.1887 deportiert 18.8.1942 nach Theresienstadt ermordet 1.5.1944 | 6. November 2007  | Stolperstein Friedrichstraße 58 Irma Elsass                                      | |
| Feldbergstraße 51 ·                                | Alfred Feist-Belmont | Alfred Feist-Belmont geb. 9.9.1883 deportiert 4.1.1945 nach Buchenwald ermordet 8.3.1945 | 4. Juni 2011      | Stolpersteine Feldbergstraße 51 Alfred Feist-Belmont                             | |
| Rüsterstraße 20 ·                                  | Hella Flesch | Hellea Flesch geb. Wolff geb. 6.7.1866 deportiert 27.9.1942 nach Theresienstadt ermordet 6.5.1943 | 17. Februar 2009  | Stolperstein Rüsterstraße 20 Hella Flesch                                        | |
| Rüsterstraße 20 ·                                  | Max Flesch | Max Flesch geb. 1.1.1852 deportiert 27.9.1942 nach Theresienstadt ermordet 6.5.1943 | 17. Februar 2009  | Stolperstein Rüsterstraße 20 Max Flesch                                          | siehe auch Wiki Artikel |
| Hansaallee 12 ·                                    | Max Fröhlich | Max Fröhlich geb. 28.10.1893 Drancy deportiert 7.9.1942 nach Auschwitz ermordet | 23. Februar 2006  | Stolperstein Hansaallee 12 Max Fröhlich                                          | |
| Telemannstraße 12 ·                                | Frieda Fuld | Frieda Fuld geb. Sander geb. 7.11.1893 deportiert 19.10.1941 Łódź ermordet | 3. September 2008 | Stolperstein Telemannstraße 12 Frieda Fuld                                       | |
| Telemannstraße 12 ·                                | Otto Fuld | Otto Fuld geb. 22.3.1894 deportiert 19.10.1941 Łódź ermordet | 3. September 2008 | Stolperstein Telemannstraße 12 Otto Fuld                                         | |
| Feldbergstraße 45 ·                                | Amalie Fulda | Amalie Fulda geb. Oppenheimer geb. 13.3.1870 Suizid 12.11.1941 | 8. Mai 2010       | Stolperstein Feldbergstraße 45 Amalie Fulda                                      | |
| Feldbergstraße 45 ·                                | Heinrich Fulda | Heinrich Fulda geb. 12.2.1866 gestorben 25.3.1940 | 8. Mai 2010       | Stolperstein Feldbergstraße 45 Heinrich Zacharias Fulda                          | |
| Böhmerstraße 4 ·                                   | Gertrud Gotthelf | Gertrud Gotthelfgeb. Epstein geb. 17.6.1886 deportiert 19.10.1941 Łódź ermordet | 4. Juni 2011      | Stolperstein Böhmerstraße 4 Gertrud Gotthelf                                     | |
| Böhmerstraße 4 ·                                   | Siegmund Gotthelf | Siegmund Gotthelf geb. 10.6.1880 deportiert 19.10.1941 Łódź ermordet | 4. Juni 2011      | Stolperstein Böhmerstraße 4 Siegmund Gotthelf                                    | |
| Auf der Körnerwiese 11 ·                           | Laura Grossmann | Laura Grossmann geb.Engel geb. 20.10.1866 deportiert 18.8.1942 Theresienstadt deportiert 23.9.1942 Treblinka ermordet | 17. Februar 2009  | Stolperstein Auf der Körnerwiese 11 Laura Grossmann                              | |
| Auf der Körnerwiese 11 ·                           | Frieda Kauenhagen | Frieda Kauenhagen geb. Schlesinger geb. 14.7.1897 deportiert 1942 Region Lublin ermordet | 17. Februar 2009  | Stolperstein Auf der Körnerwiese 11 Frieda Kauenhagen                            | |
| Auf der Körnerwiese 11 ·                           | Hermann Kauenhagen | Hermann Kauenhagen geb. 7.7.1889 deportiert 1942 Region Lublin ermordet | 17. Februar 2009  | Stolperstein Auf der Körnerwiese 11 Hermann Kauenhagen                           | |
| Auf der Körnerwiese 11 ·                           | Biska Lennig | Biska Lennig geb. Katz geb. 26.8.1883 deportiert 11.11.1941 nach Minsk 6.10.1944 nach Auschwitz ermordet | 17. Februar 2009  | Stolperstein Auf der Körnerwiese 11 Biska Lennig                                 | |
| Freiherr-vom-Stein-Straße 51/53 ·                  | Amalie Grünewald | Amalie Grünewald geb. 20.11.1876 deportiert 15.9.1942 nach Theresienstadt ermordet 3.10.1942 | 5. Juni 2011      | Stolperstein Freiherr vom Stein Straße 51 Amalie Grünewald                       | |
| Freiherr-vom-Stein-Straße 51/53 ·                  | Hermann Grünewald | Hermann Grünewald geb. 20.2.1874 deportiert 15.9.1942 nach Theresienstadt ermordet 4.2.1942 | 5. Juni 2011      | Stolperstein Freiherr vom Stein Straße 51 Hermann Grünewald                      | |
| Freiherr-vom-Stein-Straße 51/53 ·                  | Nelly Grünewald | Nelly Gruenewald geb. Stern geb. 23.2.1907 deportiert 24.5.1942 nach Region Lublin ermordet | 5. Juni 2011      | Stolperstein Freiherr vom Stein Straße 51 Nelly Grünewald                        | |
| Freiherr-vom-Stein-Straße 51/53 ·                  | Erna Schiel | Erna Schiel geb. 21.01.1900 deportiert 19.10.1941 Lodz ermordet | 19. Okt. 2015     | Stolperstein für Erna Schiel                                                     | |
| Freiherr-vom-Stein-Straße 51/53 ·                  | Gerald Schiel | Erna Schiel geb. 12.12.1940 deportiert 15.9.1942 Theresienstadt 7.2.1945 gerettet | 19. Okt. 2015     | Stolperstein für Gerald Schiel                                                   | |
| Freiherr-vom-Stein-Straße 51/53 ·                  | Arnold Levi | Arnold Levi geb. 3.7.1899 deportiert 19.10.1941 Lodz ermordet | 19. Okt. 2015     | Stolperstein für Arnold Levi                                                     | |
| Freiherr-vom-Stein-Straße 51/53 ·                  | Lina Levi | Lina Levi geb. 19.02.1900 deportiert 19.10.1941 Lodz ermordet | 19. Okt. 2015     | Stolperstein für Lina Levi                                                       | |
| Feldbergstraße 15 ·                                | Emil Hepner | Emil Hepner geb. 28.7.1913 deportiert 19.10.1941 nach Łódź 1942 Chelmno ermordet | 12. Mai 2013      | Stolperstein Feldbergstraße 15 Emil Hepner                                       | |
| Feldbergstraße 15 ·                                | Käthe Hepner | Käthe Hepner geb. Unger geb. 22.2.1887 deportiert 19.10.1941 nach Łódź 1942 Chelmno ermordet | 12. Mai 2013      | Stolperstein Feldbergstraße 15 Käthe Hepner                                      | |
| Feldbergstraße 15 ·                                | Walther Hepner | Walther Hepner geb. 30.10.1921 deportiert 19.10.1941 nach Łódź 1944 Auschwitz 1945 Landeshut ermordet | 12. Mai 2013      | Stolperstein Feldbergstraße 15 Walter Hepner                                     | |
| Westendstraße 92 ·                                 | Karl Herxheimer | Karl Herxheimer geb. 26.6.1861 deportiert 1.9.1942 nach Theresienstadt ermordet 6.12.1942 | 20. Juni 2013     | Stolperstein Westendstraße 92 Karl Herxheimer                                    | |
| Westendstraße 92 ·                                 | Henriette Rosenthal | Henriette Rosenthal geb. 12.9.1873 deportiert 1.9.1942 nach Theresienstadt ermordet 20.12.1942 | 16. Mai 2015      | Stolperstein Westendstraße 92 Henriette Rosenthal                                | |
| Unterlindau 57 ·                                   | Bernhard Hichberger | Bernhard Hichberger geb. 9.10.1871 deportiert 1.9.1942 nach Theresienstadt 1944 nach Auschwitz ermordet | 3. September 2008 | Stolperstein Unterlindau 57 Bernhard Hichberger                                  | |
| Unterlindau 57 ·                                   | Paula Hichberger | Paula Hichberger geb. Baum geb. 21.8.1887 deportiert 1.9.1942 nach Theresienstadt 1944 nach Auschwitz ermordet | 3. September 2008 | Stolperstein Unterlindau 57 Paula Hichberger                                     | |
| Bettinastraße 48 ·                                 | Irene Hilb | Irene Hilb geb. 17.01.1914 deportiert 24.5.1942 nach Region Lublin Trawniki ermordet | 20. Juni 2013     | Stolperstein Bettinastraße 48 Irene Hilb                                         | |
| Bettinastraße 48 ·                                 | Ernst Ludwig Oswalt | Ludwig 'Lux' Oswalt geb. 11.7.1922 deportiert 10.6.1942 nach Region Lublin Sobibor ermordet | 20. Juni 2013     | Stolperstein Bettinastraße 48 Ludwig Lux Oswalt                                  | |
| Bettinastraße 48 ·                                 | Wilhelm Ernst Oswalt | Wilhelm Ernst Oswalt geb. 15.3.1877 nach Sachsenhausen ermordet 30.6.1942 | 20. Juni 2013     | Stolperstein Bettinastraße 48 Wilhelm Ernst Oswalt                               | |
| Schumannstraße 8 ·                                 | E. Margarete Hirschberg | E. Margarete Hirschberg geb. 21.3.1921 Westerbork 1944 nach Auschwitz ermordet 30.6.1944 | 12. Mai 2012      | Stolperstein Schumannstraße 8 Eva Margarete Hirschberg                           | |
| Schumannstraße 8 ·                                 | Fannie Hirschberg | Fannie Hirschberg geb. Bernheimer geb. 26.4.1895 Westerbork 1944 nach Auschwitz ermordet 11.2.1944 | 12. Mai 2012      | Stolperstein Schumannstraße 8 Fannie Hirschberg                                  | |
| Schumannstraße 8 ·                                 | Hugo Hirschberg | Dr. Hugo Hirschberg geb. 16.2.1887 unbekannt ermordet 19.6.1940 | 12. Mai 2012      | Stolperstein Schumannstraße 8 Hugo Hirschberg                                    | |
| Mendelssohnstraße 79 ·                             | David Hirschfeld | David Hirschfeld geb. 4.5.1872 deportiert 19.10.1941 Łódź ermordet 7.9.1942 | 12. Mai 2012      | Stolperstein Mendelssohnstraße 79 David Hirschfeld                               | |
| Mendelssohnstraße 79 ·                             | Hildegard Hirschfeld | Hildegard Hirschfeld geb. 10.7.1918 „Heilanstalt“ Bensdorf-Sayn 30.4.1942 Krasniczyn ermordet | 12. Mai 2012      | Stolperstein Mendelssohnstraße 79 Hildegard Hirschfeld                           | |
| Mendelssohnstraße 79 ·                             | Lilly Hirschfeld | Lilly Hirschfeld geb. Weber geb. 17.12.1884 deportiert 19.10.1941 Łódź ermordet | 12. Mai 2012      | Stolperstein Mendelssohnstraße 79 Lilly Hirschfeld                               | |
| Schumannstraße 22 ·                                | Rosa Hirschmann | Rosa Hirschmann geb. Ambach geb. 13.12.1883 deportiert 11.11.1941 Minsk ermordet | 20. Juni 2013     | Stolpersteine Schumannstraße 22                                                  | |
| Kettenhofweg 112 ·                                 | Hermann Isaac | Hermann Isaak geb. 8.4.1924 1938 Flucht nach Holland deportiert 1943 Auschwitz ermordet 1.1.1945 | 6. November 2007  | Stolperstein Kettenhofweg 112 Hermann Isaac                                      | |
| Mendelssohnstraße 79a ·                            | Hans Jacobius | Hans Jacobius geb. 19.1.1905 Depoeriert 1938 Buchenwald ermordet 1.1.1939 | 4. Juni 2013      | Stolpersteine Mendelssohnstraße 79a                                              | |
| Bockenheimer Landstraße 89/91 ·                    | Johanna Kahn | Johanna Kahn geb. Kahn geb. 13.6.1895 deportiert 1.9.1942 nach Theresienstadt 6.10.1944 nach Auschwitz ermordet | 6. Juli 2011      | Stolpersteine Bockenheimer Landstraße 89/91 Johanna Kahn                         | |
| Bockenheimer Landstraße 89/91 ·                    | Leopold Kahn | Leopold Kahn geb. 12.6.1899 deportiert 1.9.1942 nach Theresienstadt 1.10.1944 nach Auschwitz ermordet | 6. Juli 2011      | Stolperstein Bockenheimer Landstraße 91 Leopold Kahn                             | |
| Liebigstraße 27b ·                                 | Hedwig Jenny Katz | Hedwig Jenny Katz geb. Strauss geb. 22.3.1877 deportiert 1942 nach Theresienstadt 1944 nach Auschwitz ermordet | 6. November 2007  | Stolperstein Liebigstraße 27b Hedwig Jenny Katz                                  | |
| Liebigstraße 27b ·                                 | Ludwig Katz | Ludwig Jenny geb. 6.2.1866 deportiert 15.9.1942 nach Theresienstadt ermordet 29.9.1942 | 6. November 2007  | Stolperstein Liebigstraße 27b Ludwig Katz                                        | |
| Liebigstraße 27b ·                                 | Walter Leo Katz | Walter Leo Katz geb. 12.3.1903 1943 verhaftet in Berlin nach Flossenbürg ermordet 24.3.1943 | 6. November 2007  | Stolperstein Liebigstraße 27b Walter Leo Katz                                    | |
| Liebigstraße 27b ·                                 | Hedwig Michel | Hedwig Michel geb. 19.2.1892 deportiert 19.10.1941 Łódź ermordet 25.1.1942 | 06. November 2007 | Stolperstein Liebigstraße 27b Hedwig Michel                                      | |
| Liebigstraße 27b ·                                 | Erna Nussbaum | Erna Nussbaum geb. Sichel geb. 20.6.1891 deportiert 1942 nach Region Lublin ermordet | 6. November 2007  | Stolperstein Liebigstraße 27b Erna Nussbaum                                      | |
| Liebigstraße 27b ·                                 | Heinz Walter Nussbaum | Heinz Walter Nussbaum geb. 6.10.1923 deportiert 1942 nach Region Lublin ermordet | 6. November 2007  | Stolperstein Liebigstraße 27b Heinz Walter Nussbaum                              | |
| Liebigstraße 27b ·                                 | Moses Nussbaum | Moses Nussbaum geb. 6.2.1891 Suizid 9.5.1942 | 6. November 2007  | Stolperstein Liebigstraße 27b Moses Nussbaum                                     | |
| Liebigstraße 27b ·                                 | Ferdinand Ullmann | Ferdinand Ullmann geb. 17.11.1857 deportiert 18.8.1942 Theresienstadt ermordet 26.8.1942 | 06. November 2007 | Stolperstein Liebigstraße 27b Ferdinand Ullmann                                  | |
| Liebigstraße 27b ·                                 | Agnes Therese Gottschalk | Agnes Therese Gottschalk, geb. Fröhlich geb. 18.4.1881 Suizid 5.5.1942 | 6. November 2011  | Stolperstein Böhmerstraße 4 Agnes Therese Gottschalk.jpg                         | |
| Kronberger Straße 30 ·                             | Friedrich Schafranek | Friedrich Schafranek geb. 16.5.1925 deportiert 19.10.1941 Łódź 25.8.1944 Auschwitz, Dachau und Kaufering befreit | 19.10.2006        | Stolperstein Kronberger Straße 30 Friedrich Schafranek                           | |
| Kronberger Straße 30 ·                             | Heinrich Schafranek | Heinrich Schafranek geb. 31.8.1878 deportiert 19.10.1941 Łódź ermordet 16.6.1942 | 19.10.2006        | Stolperstein Kronberger Straße 30 Heinrich Schafranek                            | |
| Kronberger Straße 30 ·                             | Herbert Schafranek | Herbert Schafranek geb. 28.3.1926 deportiert 19.10.1941 Łódź ermordet 13.3.1943 | 19.10.2006        | Stolperstein Kronberger Straße 30 Herbert Schafranek                             | |
| Kronberger Straße 30 ·                             | Olga Schafranek | Olga Schafranek geb. Eisinger geb. 10.1.1893 deportiert 19.10.1941 Łódź 25.8.1944 Auschwitz, ermordet 25.8.1944 | 19.10.2006        | Stolperstein Kronberger Straße 30 Olga Schafranek                                | |
| Kronberger Straße 47 ·                             | Hedwig Kracauer | Hedwig Kracauer geb. Oppenheimer geb. 29.7.1862 deportiert 18.8.1942 Theresienstadt 26.9.1942 Treblinka ermordet | 20. Juni 2013     | Stolperstein für Hedwig Kracauer                                                 | |
| Kronberger Straße 47 ·                             | Rosette Kracauer | Rosette Kracauer geb. Oppenheimer geb. 29.7.1862 deportiert 18.8.1942 Theresienstadt 26.9.1942 Treblinka ermordet | 20. Juni 2013     | Stolperstein für Rosette Kracauer                                                | |
| Guiollettstraße 55 ·                               | Alice Laven | Alice Laven geb. Haas geb. 4.10.1886 deportiert Mai / Juni 1942 Region Lublin ermordet | 08. Mai 2010      | Stolperstein Guiollettstraße 55 Alice Laven                                      | |
| Auf der Körnerwiese 8 ·                            | Aenne Levy | Aenne Levy geb. Sondheimer geb. 15.10.1897 deportiert 19.10.1941 Łódź ermordet | 7. Mai 2010       | Stolperstein Auf der Körnerwiese 8 Aenne Levy                                    | |
| Westendstraße 23 ·                                 | Alfred Lipstein | Alfred Lipstein geb. 3.6.1876 deportiert 15.9.1942 Theresienstadt ermordet 1.10.1942 | 12. Mai 2012      | Stolperstein Westendstraße 23 Alfred Lipstein                                    | |
| Westendstraße 23 ·                                 | Hilde Lipstein | Hilde Lipstein geb. Sulzbach geb. 4.11.1886 deportiert 15.9.1942 Theresienstadt ermordet 16.9.1942 | 12. Mai 2012      | Stolperstein Westendstraße 23 Hilde Lipstein                                     | |
| Arndtstraße 29 ·                                   | Mathilde Loewe | Mathilde Loewe geb. Craizenach geb. 24.3.1853 deportiert 1.9.1942 nach Theresienstadt ermordet 14.9.1942 | 17. Februar 2009  | Stolperstein Arndtstraße 29 Mathilde Loewe                                       | |
| Arndtstraße 29 ·                                   | Otto Loewe | Otto Loewe geb. 31.10.1878 deportiert 1.9.1942 nach Opfer des Pogrom tot 11.11.1938 | 17. Februar 2009  | Stolperstein Arndtstraße 29 Otto Loewe                                           | |
| Beethovenstraße 33 ·                               | Fritz Mayer | Fritz Mayer geb. 14.9.1876 Suizid 2.7.1940 | 20. Juni 2013     | Stolpersteine Beethovenstraße 33                                                 | |
| Hansaallee 6 ·                                     | Isaak Meyer | Isaak Meyer geb. 27.3.1883 deportiert 1938 nach Buchenwald ermordet 16.11.1938 | 05. Juni 2011     | Stolpersteine Hansaallee 6 Isaak Meyer                                           | |
| Freiherr-vom-Stein-Straße 15 ·                     | Leonore Neumaier | Leonore Neumaier geb. Schwarz geb. 3.6.1889 deportiert Juni 1942 Sobibor ermordet | 12. Mai 2012      | Stolpersteine Freiherr-v.Stein-Straße 15 Leonore Schwarz-Neumaier                | siehe auch Wiki Artikel |
| Mendelssohnstraße 45 ·                             | David Oppenheimer | David Oppenheimer geb. 16.6.1885 Vught deportiert 21.4.1943 nach Theresienstadt und 28.10.1944 Auschwitz ermordet 30.10.1944 | 9. Mai 2010       | Stolperstein Mendelssohnstraße 45 David Oppenheimer                              | |
| Mendelssohnstraße 45 ·                             | Rosalie Oppenheimer | Rosalie Oppenheimer geb. 13.5.1894 Vught deportiert 21.4.1943 nach Theresienstadt und 28.10.1944 Auschwitz ermordet 22.12.1944 | 9. Mai 2010       | Stolperstein Mendelssohnstraße 45 Rosalie Oppenheimer                            | |
| Schumannstraße 15 ·                                | Moritz James Oppenheimer | Moritz James Oppenheimer geb. 10.6.1879 Suizid 4.5.1941 | 20. Juni 2013     | Stolpersteine Schumannstraße 15                                                  | siehe auch Wiki Artikel |
| Gärtnerweg 2 ·                                     | Marie Pfungst | Marie Pfungst geb. 18.10.1862 deportiert 15.9.1942 nach Theresienstadt ermordet 8.2.1943 | 25. April 2008    | Stolperstein Gärtnerweg 2 Marie Pfungst                                          | Siehe auch Wiki Artikel |
| Unterlindau 74 ·                                   | David Rosenbaum | David Rosenbaum geb. 7.4.1876 deportiert 19.10.1941 Łódź ermordet | 07. Mai 2010      | Stolperstein Unterlindau 74 David Rosenbaum                                      | |
| Unterlindau 74 ·                                   | Frieda Rosenbaum | Frieda Rosenbaum geb. Sichel geb. 20.12.1890 deportiert 19.10.1941 Łódź ermordet | 07. Mai 2010      | Stolperstein Unterlindau 74 Frieda Rosenbaum                                     | |
| Unterlindau 74 ·                                   | Hans Rosenbaum | Hans Rosenbaum geb. 9.9.1907 deportiert 19.10.1941 Łódź ermordet 18.4.1942 | 07. Mai 2010      | Stolperstein Unterlindau 74 Hans Rosenbaum                                       | |
| Grüneburgweg 94 ·                                  | Paula Rosenbaum | Paula Rosenbaum geb. 27.4.1877 deportiert 19.10.1941 Łódź ermordet | 05. Juni 2011     | Stolperstein Grüneburgweg 94 Rosenbaum Paula                                     | |
| Grüneburgweg 94 ·                                  | Alice Rosenbaum | Alice Rosenbaum geb. 4.5.1882 deportiert 19.10.1941 Łódź ermordet | 05. Juni 2011     | Stolperstein Grüneburgweg 94 Rosenbaum Alice                                     | |
| Schumannstraße 36 ·                                | Robert Rosenburg | Robert Rosenbaum geb. 11.3.1899 deportiert 19.10.1941 Łódź ermordet 25.1.1943 | 20. Juni 2013     | Stolperstein Schumannstraße 36 Robert Rosenburg                                  | |
| Schumannstraße 36 ·                                | Rosalie Rosenburg | Rosalie Rosenburg geb. Benjamin geb. 20.8.1868 deportiert 19.10.1941 Łódź ermordet 2.1.1943 | 20. Juni 2013     | Stolperstein Schumannstraße 36 Rosalie Rosenburg                                 | |
| Schumannstraße 51 ·                                | Eduard Rosenbusch | Eduard Rosenbusch geb. 26.8.1871 deportiert 15.9.1942 Theresienstadt ermordet 23.10.1942 | 20. Juni 2013     | Stolperstein Schumannstraße 51 Eduard Rosenbusch                                 | |
| Schumannstraße 51 ·                                | Gertrud Rosenbusch | Gertrud Rosenbusch geb. Langenbach geb. 22.7.1880 deportiert 15.9.1942 Theresienstadt 16.5.1944 Auschwitz ermordet | 20. Juni 2013     | Stolperstein Schumannstraße 51 Gertrut Rosenbusch                                | |
| Westendstraße 25 ·                                 | Meta Salomon | Meta Salomon geb. Eichengrün geb. 6.10.1869 deportiert 8.6.1942 Ravensbrück ermordet 17.9.1942 | 8. Mai 2010       | Stolperstein Westendstraße 25 Meta Salomon                                       | |
| Schumannstraße 71 ·                                | Lilly Schatzmann | Lilly Schatzmann, geb. Kahn geb. 12.11.1902 1940 Flucht Luxemburg deportiert 29.7.1942 Theresienstadt 6.9.1943 Auschwitz ermordet | 20. Juni 2013     | Stolpersteine Schumannstraße 71                                                  | |
| Schumannstraße 43 ·                                | Anna Schild | Anna Schild geb. Israel geb. 21.5.1876 deportiert 1.9.1942 Theresienstadt 29.9.1942 Treblinka ermordet | 20. Juni 2013     | Stolpersteine Schumannstraße 43                                                  | |
| Parkstraße 4 ·                                     | Ernst Stern | Ernst Stern geb. 27.8.1894 Suizid 5.9.1942 | 05. März 2007     | Stolperstein Parkstraße 4 Ernst Stern                                            | |
| Parkstraße 4 ·                                     | Hetty Stern | Hetty Stern geb. 23.11.1898 deportiert 1.5.1942 Ort unbekannt ermordet | 05. März 2007     | Stolperstein Parkstraße 4 Hetty Stern                                            | |
| Unterlindau 47 ·                                   | Heinz Stern | Heinz Stern geb. 13.3.1916 Suizid 1.4.1933 | 09. Mai 2010      | Stolperstein Unterlindau 47 Heinz Stern                                          | |
| Unterlindau 47 ·                                   | Jakob Stern | Jacob Stern geb. 25.5.1884 Suizid 11.2.191943 | 09. Mai 2010      | Stolperstein Unterlindau 47 Jakob Stern                                          | |
| Schumannstraße 49 ·                                | Anna Louise Strauss | Anna Louise Strauss, geb. Dessauer geb. 21.5.1876 deportiert 15.9.1942 Theresienstadt 16.5.1944 Auschwitz ermordet | 20. Juni 2013     | Stolperstein Schumannstraße 49 Anna Louise Strauss                               | |
| Schumannstraße 49 ·                                | Siegmund Strauss | Siegmund Strauss geb. 5.10.1868 deportiert 15.9.1942 Theresienstadt ermordet 19.12.1942 | 20. Juni 2013     | Stolperstein Schumannstraße 49 Siegmund Strauss                                  | |
| Schumannstraße 26 ·                                | Isidor Strauss | Isolder Strauss geb. 17.2.1879 deportiert 1938 Buchenwald 1942 unbekannt ermordet | 20. Juni 2013     | Stolpersteine Schumannstraße 26                                                  | |
| Schumannstraße 56 ·                                | Franz Ullmann | ranz Ullmann geb. 1.7.1901 deportiert 1942 Majdanek ermordet | 20. Juni 2013     | Stolpersteine Schumannstraße 56                                                  | |
| Kettenhofweg 128 ·                                 | Julius Veith | Julius Veith geb. 11.7.1889 Westerbork deportiert 17.3.1943 Sobibor ermordet | 8. Mai 2010       | Stolperstein Kettenhofweg 128 Julius Veith                                       | |
| Kettenhofweg 128 ·                                 | Marie Veith | Marie Veith geb. 24.6.1889 Westerbork deportiert 17.3.1943 Sobibor ermordet | 8. Mai 2010       | Stolperstein Kettenhofweg 128 Marie Johanna Veith                                | |
| Schumannstraße 24 ·                                | Maria Voehl | Maria Voehl geb. Rosenblatt geb. 4.6.1874 deportiert 19.10.1941 Łódź ermordet 30.3.1942 | 20. Juni 2013     | Stolperstein Schumannstraße 24 Maria Vöhl                                        | |
| Schumannstraße 24 ·                                | Anna Suzanne Rothschild | Anna Suzanne Rothschild geb. Stern geb. 29.3.1895 Flucht 1933 Frankreich deportiert 9.9.1942 Auschwitz ermordet | 20. Juni 2013     | Stolperstein Schumannstraße 24 Anne Suzanne Rothschild                           | |
| Schumannstraße 24 ·                                | Theodor Rothschild | Theodor Rothschild geb. 8.1.1889 Flucht 1933 Frankreich deportiert 9.9.1942 Auschwitz ermordet | 20. Juni 2013     | Stolperstein Schumannstraße 24 Theodor Rothschild                                | |
| Friedrichstraße 30 ·                               | Anneliese Vollmer | Anneliese Vollmer geb. 29.1.1923 deportiert 19.10.1941 Łódź ermordet | 07. Mai 2010      | Stolperstein Friedrichstraße 30 Anneliese Vollmer                                | |
| Friedrichstraße 30 ·                               | Camille Vollmer | Anneliese Vollmer geb. 1.6.1875 deportiert 19.10.1941 Łódź ermordet | 07. Mai 2010      | Stolperstein Friedrichstraße 30 Camille Vollmer                                  | |
| Friedrichstraße 30 ·                               | Melanie Vollmer | Melanie Vollmer geb. Mayer geb. 5.1.1887 deportiert 19.10.1941 Łódź ermordet | 07. Mai 2010      | Stolperstein Friedrichstraße 30 Melanie Vollmer                                  | |
| Zimmerweg 4 ·                                      | Arnd von Wedekind | Arnd von Wedekind geb. 2.6.1919 verhaftet 1.7.1943 1.9.1943 vom Volksgerichtshof zum Tode verurteilt 3.9.1943 | 5. März 2007      | Stolperstein Zimmerweg 4 Arnd von Wedekind                                       | Siehe auch Wiki Artikel |
| Auf der Körnerwiese 4 ·                            | Nelly Westenburger | Nelly Westenburger geb. Jolasse geb. 19.11.1890 deportiert 7.6.1943 Auschwitz ermordet 21.8.1943 | 7. Mai 2010       | Stolperstein Auf der Körnerwiese 4 Nelly Westenburger                            | |
| Kronberger Straße 5 ·                              | Otto Isidor Wolf | Otto Isidor Wolf geb. 5.10.1881 deportiert 1942 Sobibor ermordet | 8. Mai 2010       | Stolperstein Kronberger Straße 5 Otto Isidor Wolf                                | |
| Im Trutz 13 ·                                      | Friederike Wreschner | Friederike Wreschner, geb. Klaber geb. 15.8.1888 Westerbork 5.2.1944 Ravensbrück 16.5.1944 Auschwitz ermordet | 09. Mai 2010      | Stolperstein Im Trutz 13 Friederike Wreschner                                    | |
| Bockenheimer Landstraße 9 ·                        | Gertrude Würzburger | Gertrude Würzburger, geb. Hirsch geb. 20.10.1889 deportiert 19.10.1941 Łódź und Chelmno ermordet 3.51942 | 19. Oktober 2006  | Stolperstein Bockenheimer Landstraße 9 Gertrude Würzburger                       | |
| Bockenheimer Landstraße 9 ·                        | Hans Würzburger | Hans Würzburger geb. 28.8.1911 deportiert 19.10.1941 Łódź ermordet | 19. Oktober 2006  | Stolperstein Bockenheimer Landstraße 9 Hans Würzburger                           | |
| Bockenheimer Landstraße 9 ·                        | Siegfried Würzburger | Siegfried Würzburger geb. 29.5.1877 deportiert 19.10.1941 Łódź ermordet 12.2.1942 | 19. Oktober 2006  | Stolperstein Bockenheimer Landstraße 9 Siegfried Würzburger                      | Siehe auch Wiki Artikel |
| Auf der Körnerwiese 10 ·                           | Henriette Gärtner | Henriette Gärtner geb. Wertheim geb. 25.8.1873 deportiert 22.11.1941 Kaunas ermordet 25.11.1941 | 5. Juni 2011      | Stolperstein Auf der Körnerwiese 10 Gärtner Henriette                            | |
| Auf der Körnerwiese 10 ·                           | Ludwig Gärtner | Ludwig Gärtner geb. 10.4.1869 deportiert 22.11.1941 Kaunas ermordet 25.11.1941 | 5. Juni 2011      | Stolperstein Auf der Körnerwiese 10 Gärtner Ludwig                               | |
| Auf der Körnerwiese 10 ·                           | Friedrich Wolff | Friedrich Wolff geb. 1.4.1892 deportiert 19.10.1941 Kaunas ermordet | 5. Juni 2011      | Stolperstein Auf der Körnerwiese 10 Wolff Friedrich                              | |
| Auf der Körnerwiese 10 ·                           | Martha Wolff | Martha Wolff geb. Wurzmann geb. 15.6.1896 deportiert 19.10.1941 Kaunas ermordet | 5. Juni 2011      | Stolperstein Auf der Körnerwiese 10 Wolff Marth                                  | |
| Telemannstraße 13 ·                                | Hertha Steigerwald | Hertha Steigerwald geb. 7.3.1899 deportiert ? ermordet | 21. Juni 2014     | Stolperstein Telemannstraße 13 Hertha Steigerwald                                | |
| Telemannstraße 13 ·                                | Theodor Steigerwald | Theodor Steigerwald geb. 27.8.1896 deportiert ? ermordet | 21. Juni 2014     | Stolperstein Telemannstraße 13 Theodor Steigerwald                               | |
| Freiherr-vom-Stein-Straße 26 ·                     | Alfred Netter | Alfred Netter geb. 19.11.1872 deportiert ? KZ Auschwitz ermordet | 21. Juni 2014     | Stolperstein Freiherr vom Stein Straße 26 Alfred Netter                          | |
| Freiherr-vom-Stein-Straße 26 ·                     | Rosette Netter | Rosette Netter geb. 31.10.1868 deportiert ? Hadamar ermordet 7.2.1941 | 21. Juni 2014     | Stolperstein Freiherr vom Stein Straße 26 Rosette Netter                         | |
| Telemannstraße 10 ·                                | Johanna Rosskamm | Johanna Rosskamm geb. 19 9.1879 deportiert ? Minsk ermordet | 15. August 2014   | Stolpersteine Telemannstraße 10                                                  | |
| Eschersheimer Landstraße 67 ·                      | Gabriel Löb | Gabriel Löb geb. 1.4.1871 deportiert ? Treblinka ermordet | 23. Juni 2014     | Stolperstein Eschenheimer Landstraße 67                                          | |
| Böhmerstraße 60 ·                                  | Emma Heppenheimer | Emma Heppenheimer geb. 4.8.1861 deportiert ? KZ Theresienstadt ermordet | 21. Juni 2014     | Stolperstein Böhmerstraße 60 Emma Heppenheimer                                   | |
| Böhmerstraße 60 ·                                  | Lippmann Lewin | Lippmann Lewin geb. 21.7.1899 deportiert ? KZ Auschwitz ermordet 21.1.1943 | 21. Juni 2014     | Stolperstein Böhmerstraße 60 Lewin Lippmann                                      | |
| Böhmerstraße 60 ·                                  | Selma Lewin | Selma Lewin geb. 20.7.1899 deportiert ? ermordet | 21. Juni 2014     | Stolperstein Böhmerstraße 60 Lewin Lippmann                                      | |
| Myliusstraße 44 ·                                  | Kathinka Adam | Kathinka Adam geb. 23.06.1883 deportiert ? KZ Auschwitz ermordet | 21. Juni 2014     | Stolperstein Myliusstraße 44 Adam Kathinka                                       | |
| Myliusstraße 44 ·                                  | Heribert Adam | Heribert Adam geb. 12.7.1912 deportiert ? KZ Auschwitz ermordet 17.1.1943 | 21. Juni 2014     | Stolperstein Myliusstraße 44 Adam Heribert                                       | |
| Myliusstraße 44 ·                                  | Emil Scholem | Emil Scholem geb. 2.11.1875 deportiert ? KZ Auschwitz ermordet 25.8.1943 | 21. Juni 2014     | Stolperstein Myliusstraße 44 Emil Scholem                                        | |
| Myliusstraße 44 ·                                  | Fritz Scholem | Fritz Scholem geb. 1904 oder 1905 Flucht 1938 Shanghai überlebt | 21. Juni 2014     | Stolperstein Myliusstraße 44 Fritz Scholem                                       | |
| Bockenheimer Landstraße 99 ·                       | Wilhelm Caspari | Wilhelm Caspari geb. 4.2.1872 deportiert 19.10.1941 Łódź ermordet 21.1.1944 | 17. Okt. 2014     | Stolperstein Bockenheimer Landstraße 99 Dr. Wilhelm Caspari                      | Siehe auch Wiki Artikel |
| Bockenheimer Landstraße 99 ·                       | Gertrud Caspari | Gertrud Caspari geb. 15.9.1884 deportiert 19.10.1941 Łódź ermordet | 17. Okt. 2014     | Stolperstein Bockenheimer Landstraße 99 Gertrud Caspari                          | |
| Bockenheimer Landstraße 99 ·                       | Ernst Caspari | Ernst Caspari geb. 24.10.1909 Flucht 1935 Türkei | 17. Okt. 2014     | Stolperstein Bockenheimer Landstraße 99 Ernst Caspari                            | |
| Bockenheimer Landstraße 99 ·                       | Friedlich (Fred) Caspari | Friedlich (Fred) Caspari geb. 1.7.1911 Flucht 1938 USA | 17. Okt. 2014     | Stolperstein Bockenheimer Landstraße 99 Friedrich Caspari                        | |
| Bockenheimer Landstraße 99 ·                       | Irene Caspari | Irene Caspari geb. 3.5.1915 Flucht 1938 England | 17. Okt. 2014     | Stolperstein Bockenheimer Landstraße 99 Irene Caspari                            | |
| Bockenheimer Landstraße 99 ·                       | Max Eduard Caspari | Max Eduard Caspari geb. 17.3.1923 Flucht 1938 England | 17. Okt. 2014     | Stolperstein Bockenheimer Landstraße 99 Max Eduard Caspari                       | |
| Savignystraße 76 ·                                 | Karl Landauer | Karl Landauer geb. 12.10.1887 Flucht 1933 Holland deportiert 1944 Bergen-Belsen ermordet 27.1.1945 | 17. Okt. 2014     | Stolperstein Savignystraße 76 Landauer Karl                                      | Siehe auch Wiki Artikel |
| Savignystraße 76 ·                                 | Karoline Landauer, geb. Kahn | Karoline Landauer, geb. Kahn geb. 7. 5.1893 Flucht 1933 Holland deportiert 1944 Bergen-Belsen befreit | 17. Okt. 2014     | Stolperstein Savignystraße 76 Landauer Karoline                                  | |
| Savignystraße 76 ·                                 | Eva Landauer | Eva Landauer geb. 9.10.1917 Flucht 1933 Holland deportiert 1944 Bergen-Belsen befreit | 17. Okt. 2014     | Stolperstein Savignystraße 76 Landauer Eva                                       | Siehe auch Wiki Artikel |
| Savignystraße 76 ·                                 | Suse Landauer | Suse Landauer geb. 5.3.1923 Flucht 1933 Holland Versteckt/überlebt | 17. Okt. 2014     | Stolperstein für Suse Landauer                                                   | |
| Savignystraße 76 ·                                 | Paul Joachim Landauer | Paul Joachim Landauer geb. 21.8.1926 Flucht 1933 Holland Flucht 1944 Frankreich/Spanien Versteckt/überlebt | 17. Okt. 2014     | Stolperstein Savignystraße 76 Landauer Paul Joachim                              | |
| Unterlindau 29 ·                                   | Fritz Epstein | Fritz Epstein geb. 1877 Flucht 1933 Palästina | 28. Dez. 2014     | Stolperstein Unterlindau 29 Epstein Fritz                                        | siehe auch Wiki Artikel |
| Unterlindau 29 ·                                   | Margarethe Epstein | Margarethe Epstein, geb. Mayerstein geb. 1876 Flucht 1933 Palästina | 28. Dez. 2014     | Stolperstein Unterlindau 29 Margarethe Epstein                                   | |
| Unterlindau 29 ·                                   | Werner Hugo Epstein | Werner Hugo Epstein geb. 1903 Flucht 1934 Frankreich 1942 verhaftet in Paris Interniert in Gurs Flucht / versteckt gelebt; befreit / überlebt | 28. Dez. 2014     | Stolperstein Unterlindau 29 Werner Hugo Epstein                                  | |
| Unterlindau 29 ·                                   | Alfred Ernst Epstein | Alfred Ernst Epstein geb. 1912 Flucht 1933 Palästina | 28. Dez. 2014     | Stolperstein Unterlindau 29 Epstein Alfred Ernst                                 | |
| Grüneburgweg 103 ·                                 | Helene Neumann | Helene Neumann geb. Dondorf geb. 3.7.1876 deportiert 19.10.1941 Łódź ermordet 22.1.1942 | 19. Oktober 2006  | Stolperstein Grüneburgweg 103 Helene Neumann · Stolperstein für Helene Neumann   | austausch des Steins 20. Juni 2020 |
| Grüneburgweg 103 ·                                 | Richard Neumann | Richard Neumann geb. 28.6.1901 deportiert 19.10.1941 Łódź ermordet 14.1.1942 | 19. Oktober 2006  | Stolperstein Grüneburgweg 103 Richard Neumann · Stolperstein für Richard Neumann | austausch des Steins 20. Juni 2020 |
| Am Dornbusch 3 ·                                   | Susanne Goldstern | Susanne Goldstern geb. 9.1.1883 deportiert am 29.5.1942 nach Osten ermordet | 16. Mai 2015      | Stolperstein Am Dornbusch 3 Goldstern Susanne                                    | |
| Am Dornbusch 3 ·                                   | Ottilie Janik geb. Levi | Hier wohnte Ottilie Janik geb. 17.6.1903 deportiert am 20.1.1941 nach Hadamar ermordet | 16. Mai 2015      | Stolperstein Am Dornbusch 3 Janik Ottilie                                        | |
| Henry-Budge-Straße 54 ·                            | Clara Burgheim | Clara Burgheim geb. 19.10.1888 Deportiert 1941 ermordet in Lodz / Listmannstadt | 23. Juni 2017     | Clara Burgheim                                                                   | |